# Đại học Cambridge

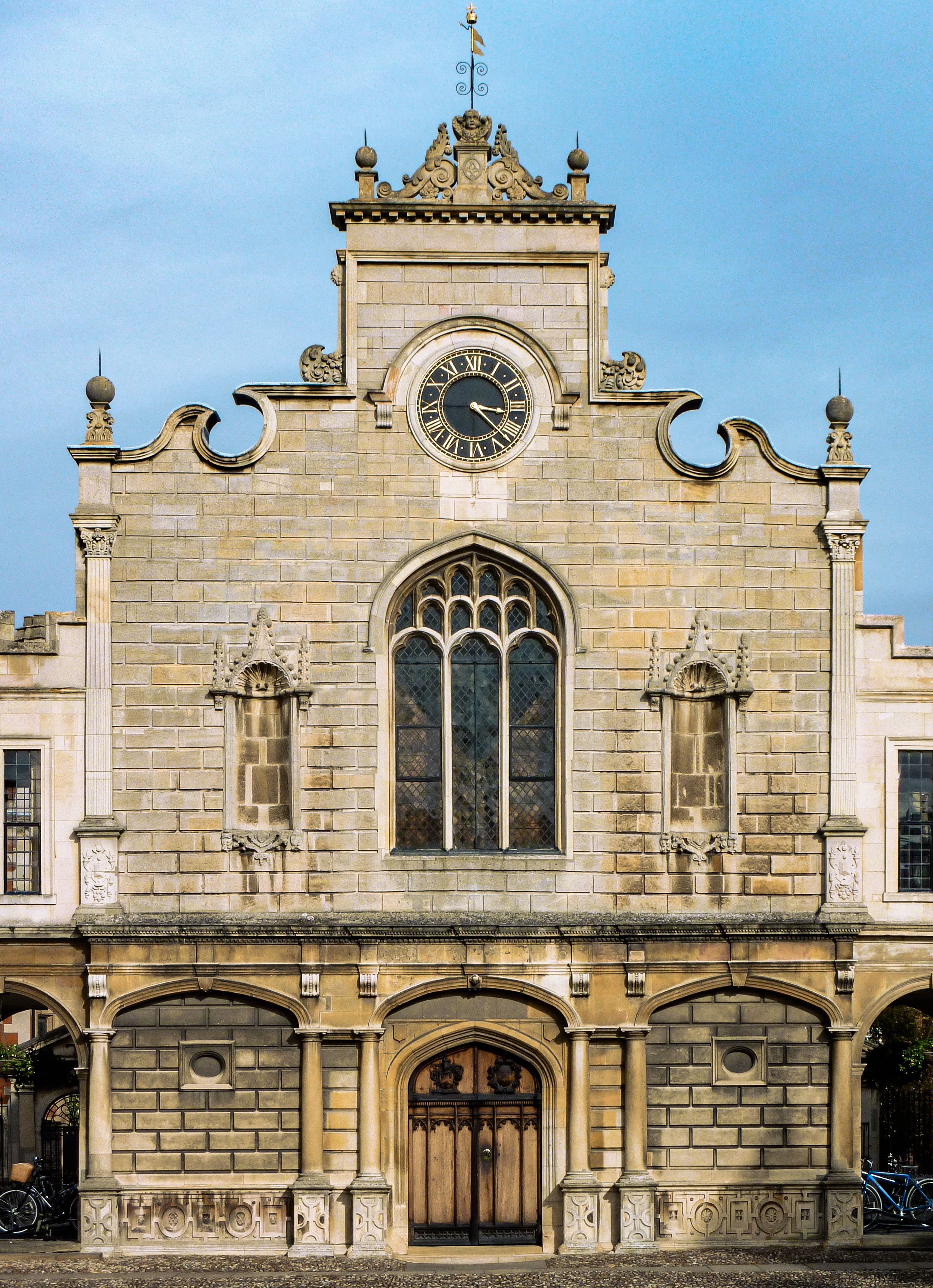
Peterhouse, trường cao đẳng đầu tiên của Cambridge, được thành lập vào năm 1284

Viện Đại học Cambridge (tiếng Anh: University of Cambridge), còn gọi là Đại học Cambridge, là một viện đại học nghiên cứu liên hợp danh giá tại Cambridge, Vương Quốc Anh. Được thành lập vào năm 1209, và được Vua Henry III ban đặc quyền hoàng gia năm 1231. Cambridge là viện đại học lâu đời thứ hai trong thế giới nói tiếng Anh, chỉ sau Viện Đại học Oxford, và là viện đại học lâu đời thứ tư trên thế giới hiện đang hoạt động. Cambridge hình thành từ một nhóm học giả đã rời bỏ Viện Đại học Oxford sau khi xảy ra tranh cãi giữa những người này với cư dân địa phương. Hai "viện đại học cổ xưa" này có nhiều điểm tương đồng nên thường được gọi bằng tên chung "Oxbridge".
Cambridge được tạo thành bởi một loạt các cơ sở khác nhau, bao gồm 31 trường đại học thành viên và hơn 100 khoa học thuật được tổ chức thành sáu trường. Các tòa nhà của viện đại học nằm khắp thành phố, nhiều trong số đó rất có giá trị lịch sử. Các trường đại học này là những cơ sở tự điều hành, được thành lập như là những phần cấu thành viện đại học. Vào năm 2014, viện đại học có tổng thu nhập là 1,51 tỉ bảng Anh, trong đó 371 triệu bảng là từ các hợp đồng và các khoản tài trợ nghiên cứu. Viện đại học và các trường thành viên có tổng cộng 4,9 tỉ bảng Anh trong các quỹ hiến tặng, con số lớn nhất ở bất cứ viện đại học nào bên ngoài Hoa Kỳ. Cambridge là thành viên của nhiều hiệp hội và là một phần của "Tam giác vàng" - ba viện đại học hàng đầu ở Anh: Cambridge, Luân Đôn, và Oxford.
Sinh viên Cambridge học qua những bài giảng và những buổi thực hành trong phòng thí nghiệm do các khoa tổ chức dưới sự giám sát của các trường đại học. Cambridge điều hành tám viện bảo tàng nghệ thuật, văn hóa, và khoa học, bao gồm Viện Bảo tàng Fitzwilliam và một vườn bách thảo. Các thư viện của Cambridge có tổng cộng khoảng 15 triệu cuốn sách. Nhà xuất bản Viện Đại học Cambridge, một bộ phận của viện đại học, là nhà xuất bản lâu đời nhất thế giới và là nhà xuất bản lớn thứ hai thế giới do một viện đại học điều hành. Cambridge thường xuyên được xếp là một trong những viện đại học hàng đầu thế giới trong các bảng xếp hạng.
Cambridge có nhiều cựu sinh viên nổi tiếng, trong đó có một số nhà toán học, khoa học, và chính trị gia kiệt xuất; Cambridge đã sản sinh ra hơn 100 nhân vật đạt giải Nobel, nhiều hơn bất kỳ trường đại học nào.trên thế giới. Trong suốt lịch sử của mình, viện đại học được miêu tả trong nhiều tác phẩm văn chương và nghệ thuật của nhiều tác giả trong đó có Geoffrey Chaucer, E. M. Forster, và C. P. Snow.

## Lịch sử
Có thể truy nguyên thời điểm chính thức thành lập Đại học Cambridge đến năm 1231 khi Vua Henry III của Anh ban hành chứng thư công nhận nhà trường kèm theo các quyền như ius non trahi extra (quyền kỷ luật thành viên của viện) và được miễn các loại thuế, sau đó là một chỉ dụ năm 1233 của Giáo hoàng Gregory IX cho phép sinh viên tốt nghiệp từ Cambridge được "được giảng dạy khắp mọi nơi trong thế giới Cơ Đốc giáo".
Sau khi Giáo hoàng Nicholas IV miêu tả Cambridge như là một studium generale (cơ sở giáo dục đa hiệu, có cấp bằng thạc sĩ, và thu nhận sinh viên từ nhiều quốc gia) trong một lá thư năm 1290, danh hiệu này dược xác nhận bởi một chỉ dụ năm 1318 của Giáo hoàng John XXII, viện đại học thu hút nhiều nhà học giả đến từ các đại học trên khắp châu Âu để nghiên cứu và giảng dạy.

### Thành lập những trường thành viên

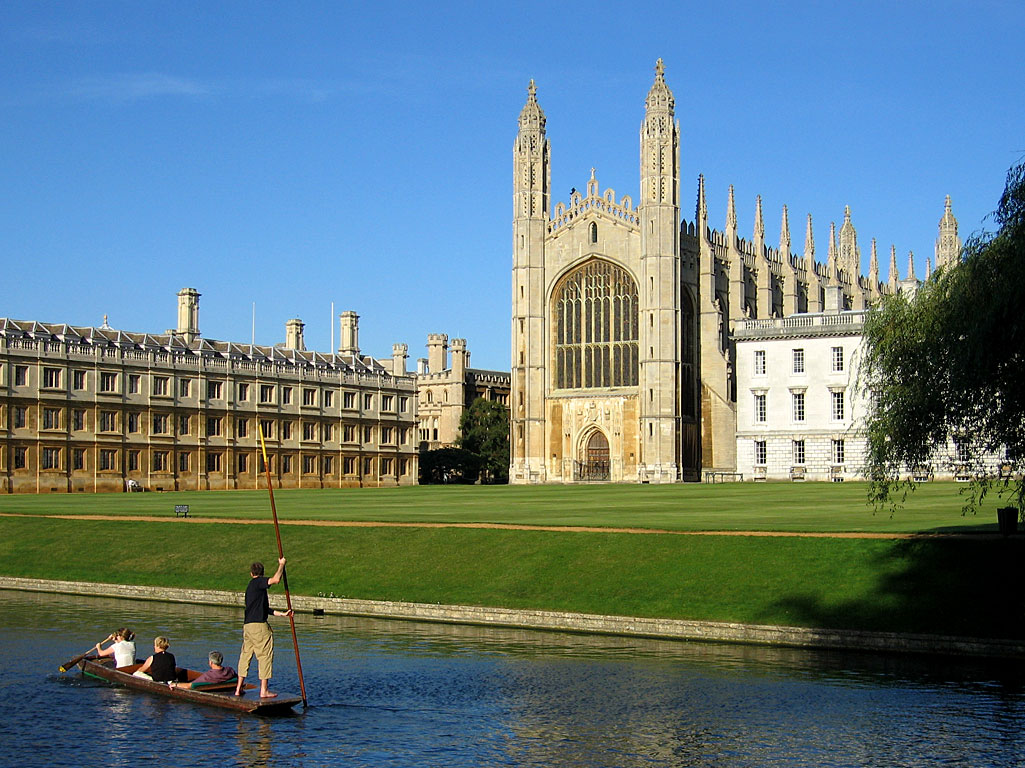
Nhà nguyện của King's College. Old Court của Clare College ở bên trái. Phía dưới là sông Cam.

Các trường đại học (college) thành viên của Đại học Cambridge là những định chế bổ sung cho hệ thống. Không có trường thành viên nào lâu đời như chính viện đại học.
Hugh Balsham, Giám mục Ely, thành lập Peterhouse năm 1284, đây là trường thành viên đầu tiên của Cambridge. Nhiều trường thành viên khác được thành lập trong hai thế kỷ 14 và 15, rồi tiếp tục xuất hiện suốt nhiều thế kỷ cho đến gần đây, mặc dù có một khoảng trống kéo dài 204 năm giữa thời điểm thành lập trường Sidney Sussex (1596) và trường Downing (1800). Trường thành viên mới nhất là Robinson, xây dựng trong thập niên 1970. Tuy nhiên, Trường Homerton, do được công nhận quy chế trường thành viên trong tháng 3 năm 2010, được xem là trường thành viên mới nhất.
Thời trung cổ, nhiều trường thành viên ra đời chỉ với mục đích cầu nguyện cho linh hồn những người sáng lập, do vậy liên kết chặt chẽ với những nhà nguyện hoặc các tu viện. Khi luật Giải thể Tu viện được ban hành năm 1536, mục tiêu thành lập trường thành viên cũng thay đổi. Vua Henry VIII ra lệnh cho viện đại học giải thể Khoa Luật Giáo hội và ngưng giảng dạy "triết học kinh viện". Các trường thành viên khởi sự thay đổi giáo trình, bỏ luật giáo hội, và tập chú vào các môn đại cương, Kinh Thánh, và toán học.

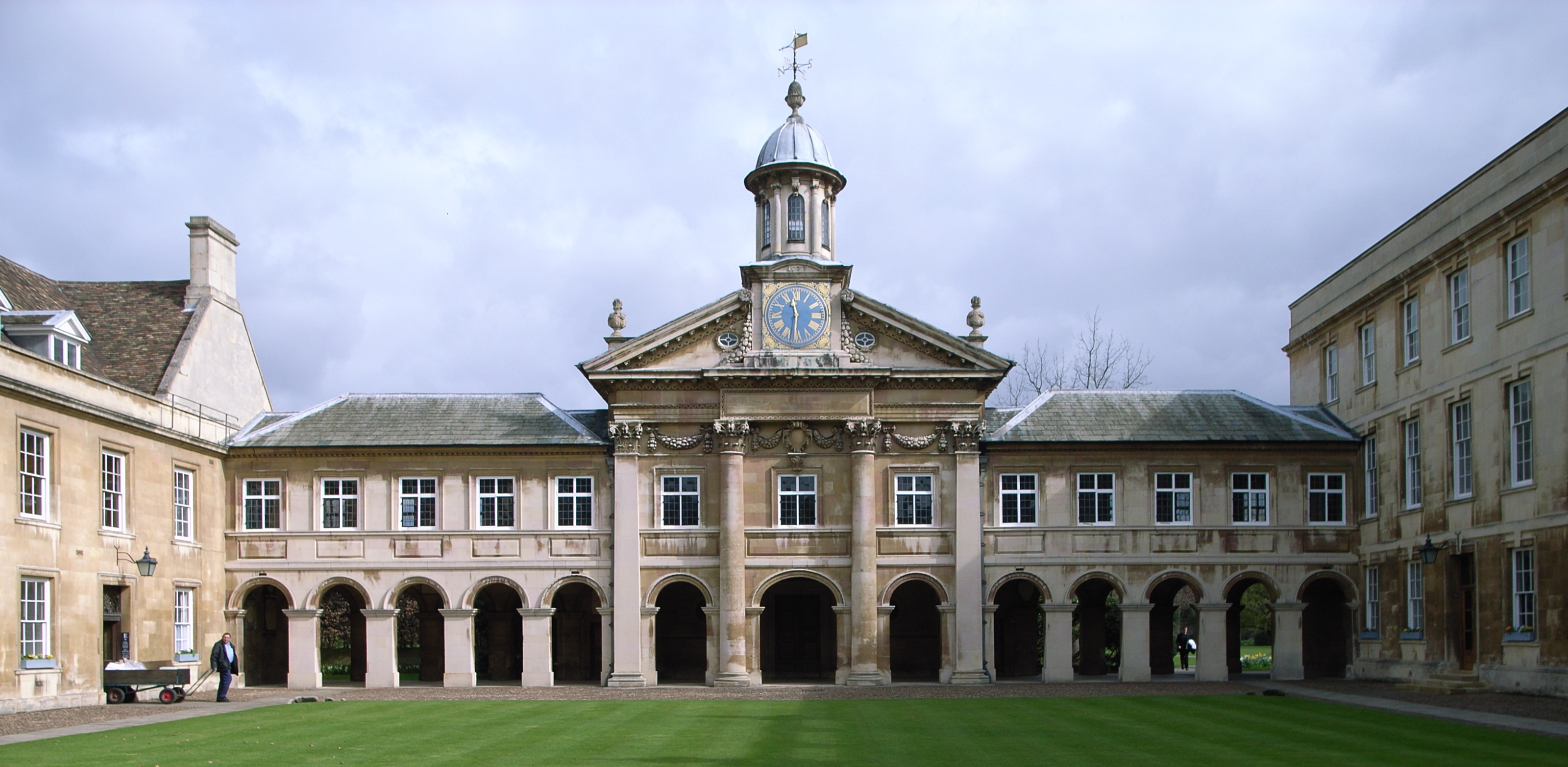
Nhà nguyện Emmanuel College

Khi từ bỏ Luật Giáo hội, Cambridge cũng rời xa giáo thuyết Công giáo. Từ thập nhiên 1520, thần học Luther và tư tưởng Cải cách Tin Lành bắt đầu xuất hiện trong các giáo trình của viện đại học, với sự đóng góp của những người như Thomas Cranmer, về sau là Tổng Giám mục Canterbury. Trong thập niên 1930, Henry VIII yêu cầu Cranmer và các học giả khác phác thảo một hướng đi mới không chỉ khác với giáo lý Công giáo mà cũng không giống tư tưởng Martin Luther.
Gần một thế kỷ sau, viện đại học trở thành tâm điểm của một cuộc ly giáo bên trong cộng đồng Kháng Cách. Nhiều nhà quý tộc, giới trí thức, và cả thường dân nhận thấy Giáo hội Anh đã trở nên quá giống Công giáo, đồng thời đang bị nhà vua sử dụng để chiếm đoạt quyền lực của các quận hạt. Trong khi vùng East Anglia là thành lũy của phong trào Thanh giáo thì tại Cambridge, những trường thành viên như Emmanuel, St Catherine’s Hall, Sidney Sussex, và Christ’s College thủ giữ vai trò tương tự. Những trường này đào tạo nhiều sinh viên tốt nghiệp theo đuổi lập trường độc lập với quốc giáo. Nhờ vào địa vị xã hội và sức thuyết phục khi thuyết giảng, họ tạo nhiều ảnh hưởng trên xã hội. Có khoảng 20 000 người Thanh giáo tìm đến vùng New England thành lập Khu Định cư Massachusetts Bay trong cuộc di cư lịch sử vào thập niên 1630. Oliver Cromwell, tư lệnh lực lượng quân đội Quốc hội trong thời Nội chiến Anh và là lãnh tụ của English Commonwealth (1649 – 1660), từng theo học tại Sidney Sussex.

### Toán học và Vật lý học toán

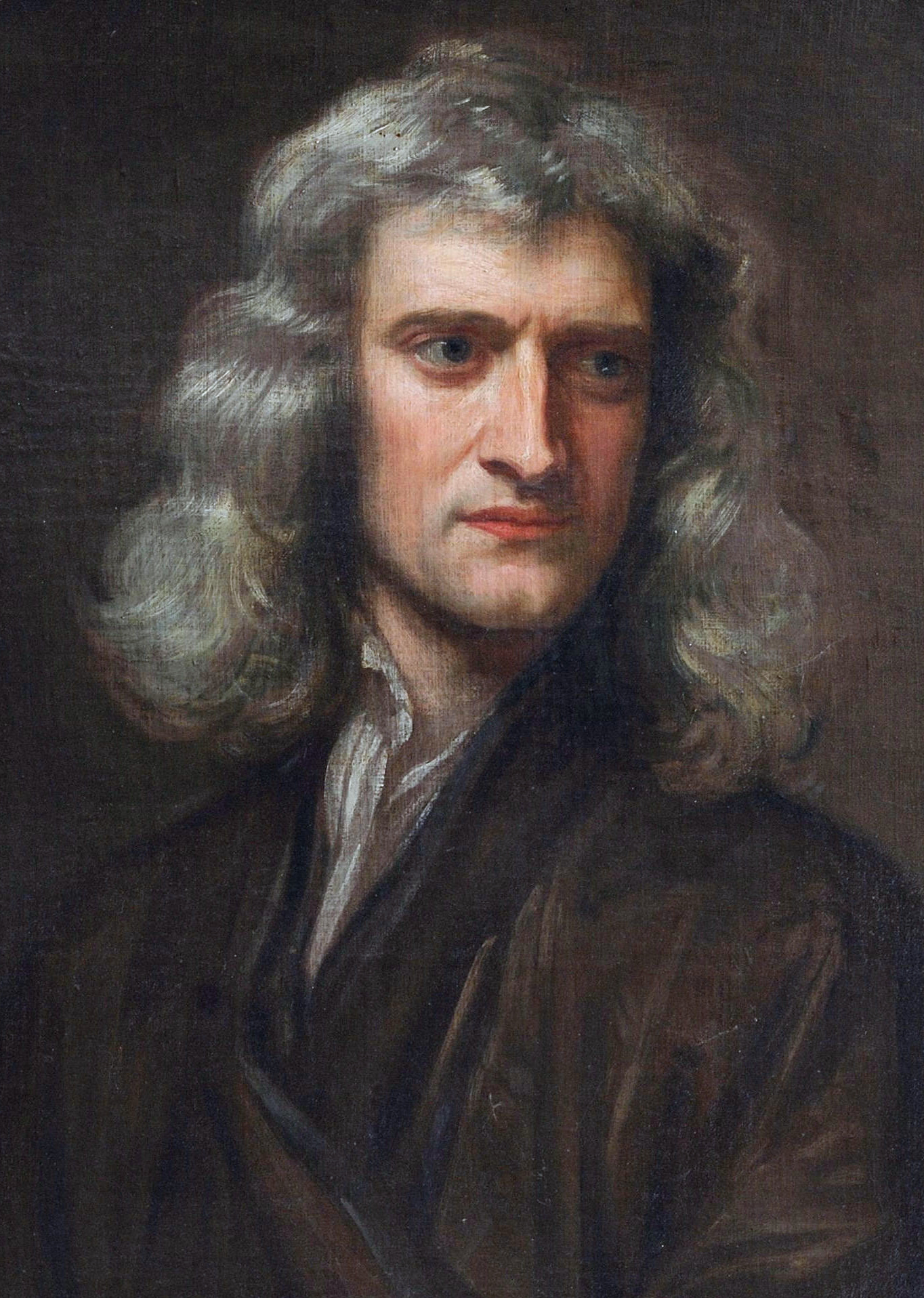
Sir Isaac Newton

Thi sát hạch môn toán một thời từng là kỳ thi bắt buộc cho tất cả sinh viên muốn lấy bằng Cử nhân, học vị thấp nhất tại Cambridge cho các ngành đại cương và khoa học. Từ thời Isaac Newton vào cuối thế kỷ 17 cho đến giữa thế kỷ 19, viện đại học đặc biệt chú trọng đến môn toán ứng dụng, nhất là môn vật lý toán (phát triển các phương pháp toán học ứng dụng trong vật lý). Kỳ thi này còn gọi là Tripos. Sinh viên được bằng hạng ưu sau khi đậu kỳ thi Tripos toán học được gọi là wrangler, thủ khoa là Senior Wrangler. Do có tính cạnh tranh cao, chương trình Toán học Tripos tại Cambridge đã giúp tạo nên những tên tuổi lớn trong nền khoa học Anh, trong đó có James Clerk Maxwell, Lord Kelvin, và Lord Rayleigh. Tuy nhiên, có những cựu sinh viên nổi tiếng như G. H. Hardy không thích hệ thống này, họ cảm thấy người ta quá chú trọng đến điểm số trong các kỳ thi mà không quan tâm đến chính môn học.
Môn toán thuần túy tại Cambridge đã đạt được nhiều thành tựu trong thế kỷ 19 nhưng lại bỏ qua những phát triển căn bản của toán học Pháp và Đức. Công cuộc nghiên cứu toán thuần túy tại Cambridge đạt chuẩn mực quốc tế cao nhất vào đầu thế kỷ 20 nhờ công của G. H. Hardy và cộng sự của ông, J. E. Littlewood. Về môn hình học, W. V. D. Hodge đã giúp Cambridge hội nhập với quốc tế trong thập niên 1930.
Mặc dù hoạt động đa dạng trong nghiên cứu và giảng dạy, Cambridge cho đến ngày nay vẫn duy trì thế mạnh của mình trong toán học. Các cựu sinh viên Cambridge đoạt sáu Huy chương Fields và một Giải Abel toán học, trong khi đó những cá nhận đại diện cho Cambridge giành được bốn Huy chương Fields. Viện đại học cũng mở Chương trình Cao học Toán Cao cấp.

### Đương đại

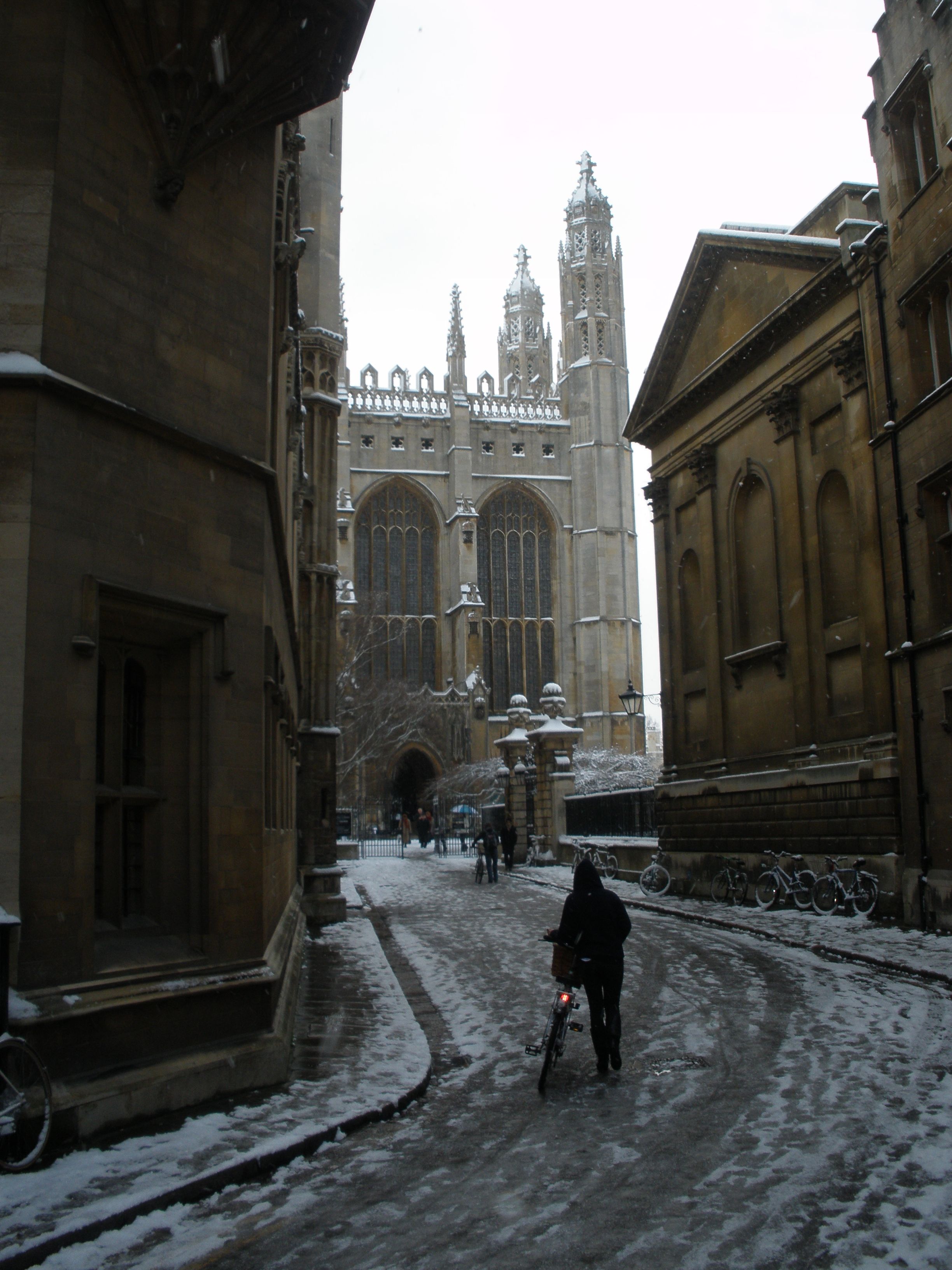
Đường Trinity trong tuyết, với Nhà nguyện King's College (giữa), Nhà nguyện Clare College (phải), và Old Schools (trái)

Sau khi Đạo luật Đại học Cambridge năm 1856 chính thức cơ cấu tổ chức của viện đại học, các môn học như thần học, lịch sử, và ngôn ngữ đương đại được đưa vào chương trình giảng dạy. Richard Fitzwilliam của Trinity College hiến tặng nhiều tài liệu cho những giảng khóa mới về nghệ thuật, kiến trúc, và khảo cổ học. Từ năm 1896 đến 1902, Downing College bán một phần đất để cung ứng kinh phí xây dựng khu vực Downing Site gồm có các phòng thí nghiệm cho giải phẫu học, di truyền học, và khoa học trái đất. Trong giai đoạn này, khu vực New Museums Site cũng được xây dựng, ở đó có Phòng thí nghiệm Cavendish, sau dời về West Cambridge Site, và các khoa khác thuộc ngành hóa và y.
Chiến tranh thế giới thứ nhất đã làm gián đoạn hoạt động của nhà trường khi 14 000 thành viên tham chiến, trong đó có 2 470 người thiệt mạng.
Sau Chiến tranh thế giới thứ hai, viện đại học chứng kiến một giai đoạn tăng trưởng mạnh cả về số lượng sinh viên lẫn địa điểm học tập; có được điều này là nhờ những thành quả và tiếng tăm của nhiều nhà khoa học xuất thân từ Cambridge.

### Đóng góp cho khoa học
Cựu sinh viên Cambridge đã có nhiều đóng góp quan trọng cho
- Khám phá các định luật về chuyển động, và Vi tích phân - Sir Isaac Newton
- Khám phá Hydrogen - Henry Cavendish
- Những đóng góp căn bản về Nhiệt động lực học - Lord Kelvin
- Hệ thống hóa quy luật Điện từ học - James Clerk Maxwell
- Tìm ra điện tử- J. J. Thomson
- Tìm ra Hạt nhân nguyên tử - Ernest Rutherford
- Tìm ra thuyết tiến hóa bởi chọn lọc tự nhiên - Charles Darwin
- Đóng góp căn bản cho thuyết tiến hóa của Darwin và Di truyền Mendel - Ronald Fisher
- Hệ thống hóa lý thuyết điện toán - Alan Turing
- Tìm ra DNA double helix - Francis Crick và James D. Watson
- Đóng góp căn bản cho Cơ học lượng tử - Paul Dirac
- Đóng góp căn bản cho Vũ trụ học - Stephen Hawking
- Đóng góp căn bản cho Lý thuyết dây - Michael Green

### Giáo dục cho phụ nữ
Lúc đầu chỉ có nam giới được phép theo học tại Cambridge. Mãi đến năm 1869 mới có trường thành viên đầu tiên dành cho nữ, Girton College, được thành lập bởi Emily Davies, ba năm sau là Newham College (do Anne Clough và Henry Sidgwick thành lập), rồi Hughes Hall năm 1885 (Elizabeth Phillips Hughes thành lập), New Hall (sau đổi tên là Murray Edwards College) năm 1954, và Lucy Cavendish College năm 1965. Nữ sinh viên được phép thi tuyển từ năm 1882, nhưng phải đến năm 1948 địa vị của nữ sinh viên mới được công nhận đầy đủ.

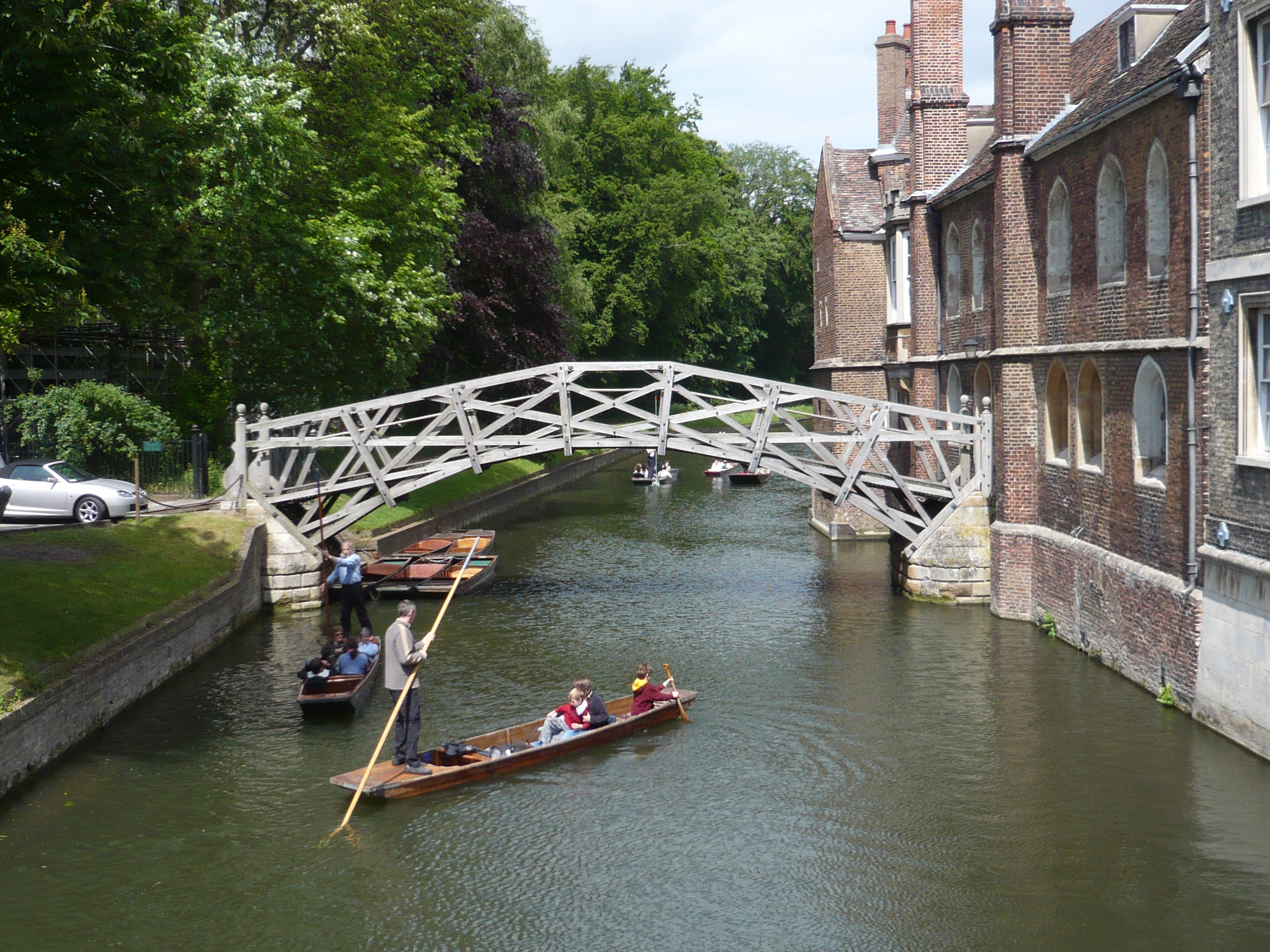
Cầu "Toán học" bắt ngang qua sông Cam (tại Queens' College)

Bởi vì các trường thành viên truyền thống không thu nhận phụ nữ, họ chỉ có thể xin nhập học tại những trường dành riêng cho nữ sinh. Tuy nhiên, từ năm 1972 đến 1988, ba trường thành viên Churchill, Clare, và King’s khởi sự nhận nữ sinh viên thì các trường khác cũng làm theo. Ngược lại, khi một trường nữ, Girton, bắt đầu nhận nam sinh viên từ năm 1979, thì các trường nữ khác không chịu tiếp bước trường Girton. Đến năm 2008 khi St Hilda’s College của Đại học Oxford bỏ quy định cấm thu nhận nam sinh viên thì Cambridge là viện đại học duy nhất ở nước Anh duy trì những trường thành viên từ chối thu nhận nam sinh viên như Newnham, Murray Edwards, và Lucy Cavendish.
Trong niên khóa 2004-5, tỷ lệ giới tính trong sinh viên là 52% nam và 48% nữ.

## Địa điểm
Viện đại học tọa lạc tại trung tâm thành phố Cambridge với lượng sinh viên chiếm tỷ lệ đáng kể trong thành phần dân số (gần 20%). Hầu hết những trường thành viên lâu đời hơn chiếm giữ những vị trí kề cận trung tâm thành phố và sông Cam, trên dòng sông này lâu nay người ta vẫn đi thuyền để chiêm ngắm vẻ đẹp của cảnh quan thiên nhiên và những tòa kiến trúc.

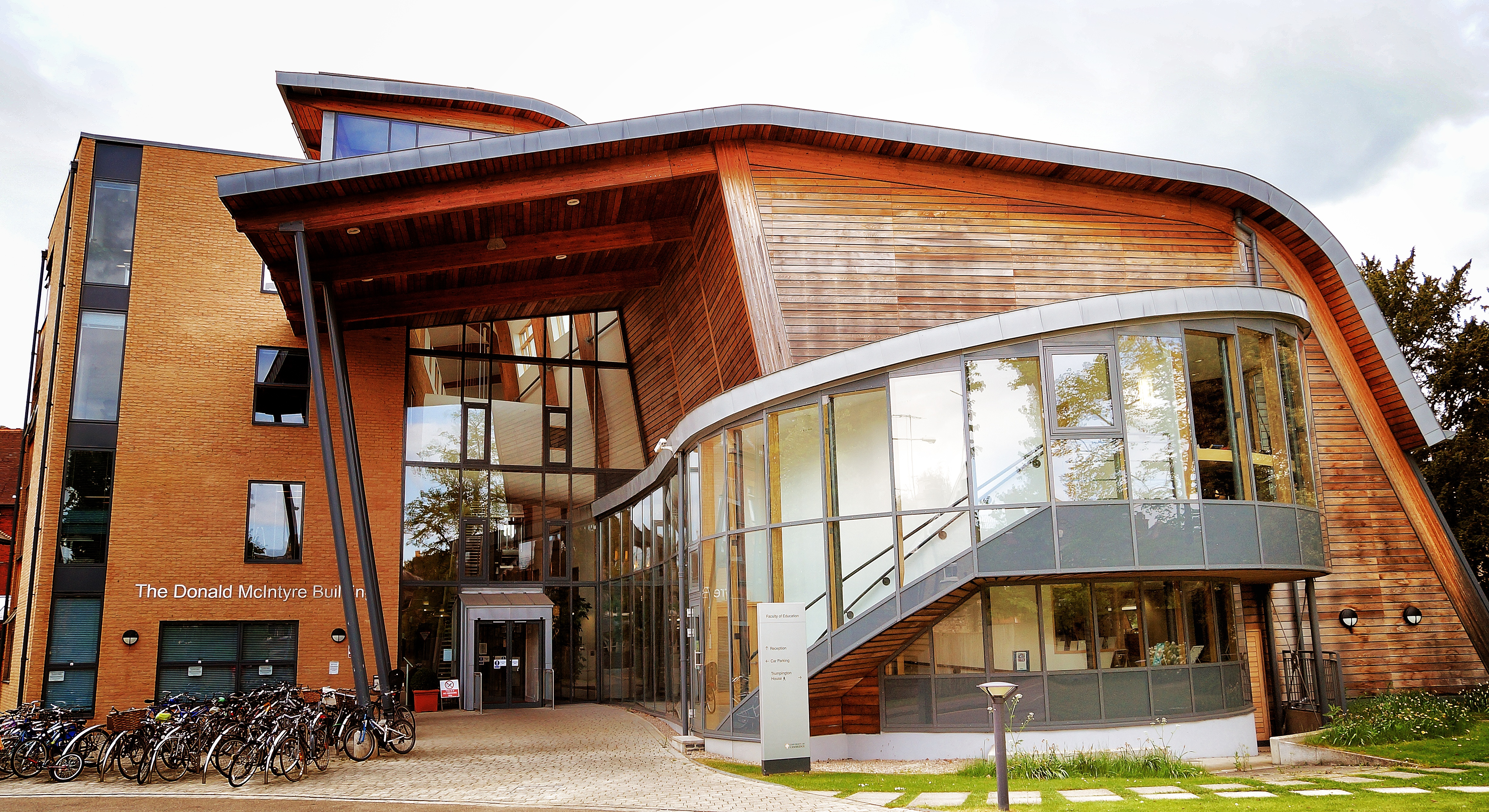
Phân khoa Giáo dục

Viện đại học được chia thành những khu vực là địa điểm tọa lạc của những ban ngành khác nhau. Các khu vực chính là:
| - Addenbrooke's - Downing Site - Madingley/Girton - New Museums Site - Old Addenbroke's | - Old Schools - Silver Street/Mill Lane - Sidgwick Site - West Cambridge |

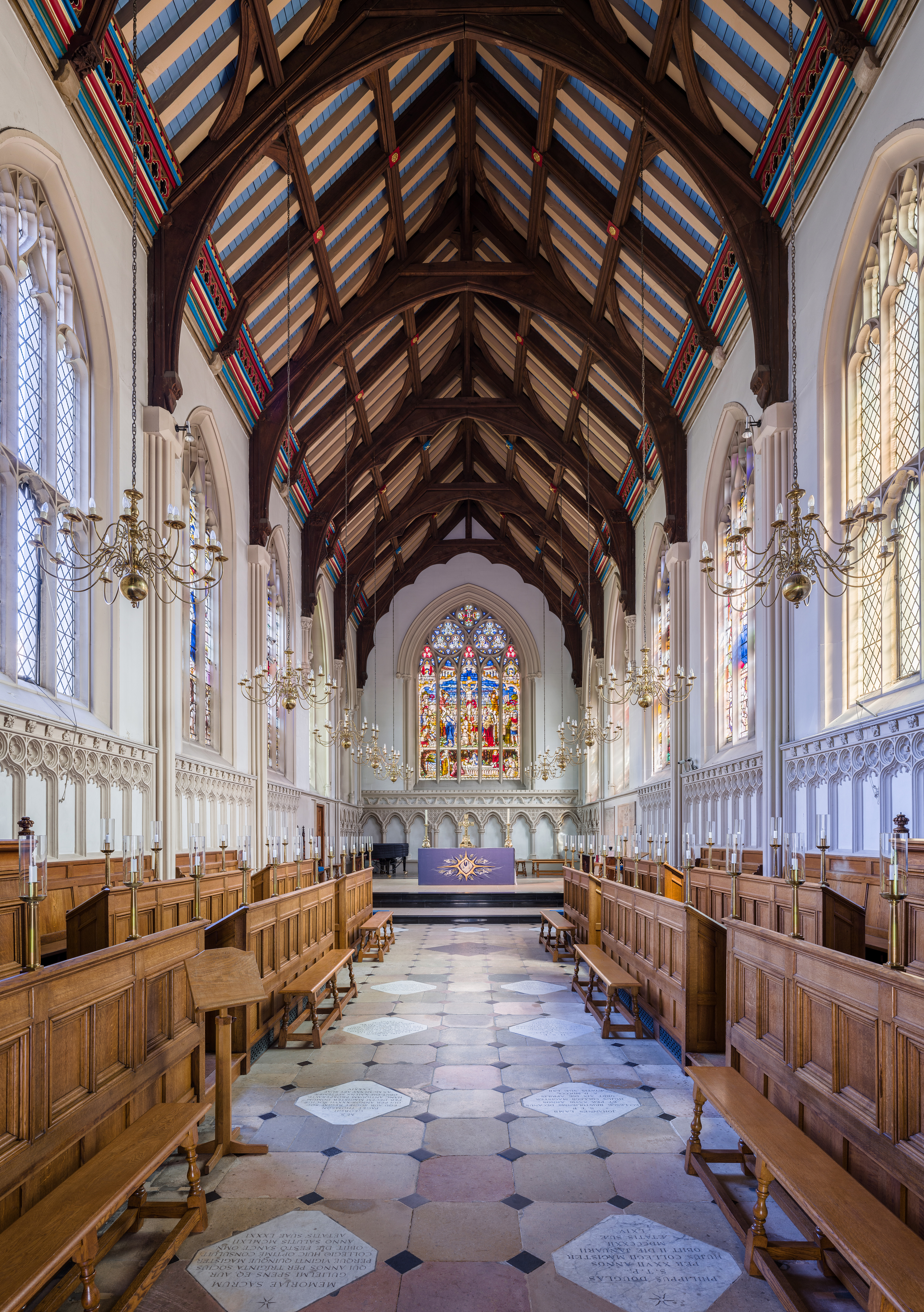
Nhà nguyện của Corpus Christi College

Trường Y Lâm sàng của viện đại học liên kết với Bệnh viện Addenbrooke, ở đó sinh viên phải trải qua thời gian thực tập trong ba năm sau khi đậu bằng cử nhân, trong khi khu West Cambridge được mở rộng đáng kể để phát triển những môn thể thao. Bên cạnh đó, Trường Kinh doanh Judge trên đường Trumpington từ năm 1990 cung cấp những khóa quản trị học và thường xuyên được tờ Financial Times ghi danh trong bảng xếp hạng 20 trường kinh doanh hàng đầu thế giới.
Do vị trí các khu vực là liền kề, lại nhờ địa hình của Cambridge khá bằng phẳng nên phương tiện di chuyển được ưa thích ở đây là xe đạp: một phần năm những chuyến đi trong thị trấn là bằng xe đạp.

### Nhà trường và Thị trấn
Mối quan hệ giữa viện đại học với thị trấn không phải lúc nào cũng suôn sẻ. Cụm từ Town và Gown được sử dụng để phân biệt cư dân thị trấn Cambridge với sinh viên của viện đại học, thường khi vẫn mặc lễ phục. Đã có nhiều chuyện kể về những cạnh tranh quyết liệt giữa nhà trường và thị trấn: năm 1381 xảy ra những xung đột dữ dội dẫn đến các vụ tấn công và cướp phá tài sản viện đại học, khi dân địa phương thách thức những đặc quyền chính phủ dành cho ban giảng huấn nhà trường. Ngay sau đó, Viện trưởng được ban cho quyền lực đặc biệt để xét xử các tội phạm và tái lập trật tự trong thành phố.
Có những nỗ lực hòa giải giữa hai nhóm cư dân, đến thế kỷ 16 đạt đến những thỏa thuận nhằm nâng cấp đường phố và những khu nhà dành cho sinh viên chung quanh thành phố. Tuy nhiên, khi một cơn dịch bệnh tấn công thành phố trong năm 1630, xung đột lại bùng nổ khi các trường thành viên từ chối giúp đỡ những người dân mắc bệnh bằng cách đóng cửa các khu vực của nhà trường.
Ngày nay, những tranh chấp đã giảm bớt, và viện đại học trở thành nguồn cung cấp việc làm cho dân địa phương và giúp nâng cao mức sống trong vùng. Sự tăng trưởng mạnh mẽ số lượng những nhà cung cấp dịch vụ kỹ thuật cao, kỹ thuật sinh học, và những xí nghiệp liên quan tọa lạc kề cận thành phố được gọi là Hiện tượng Cambridge: từ năm 1960 đến 2010 có thêm 1 500 công ty mới với 40 000 việc làm liên quan trực tiếp đến sự hiện diện và tầm quan trọng của định chế giáo dục này.

## Tổ chức
Cambridge thuộc loại hình đại học có nhiều trường thành viên, nghĩa là viện đại học được cấu thành bởi những trường thành viên độc lập và tự trị, mỗi trường có tài sản và lợi tức riêng. Hầu hết các trường thành viên tập hợp ban giảng huấn và sinh viên từ nhiều ngành học khác nhau, mỗi ngành có khoa, trường hoặc ban riêng, nhưng đều thuộc viện đại học.
Các khoa, dưới sự giám sát của Ban Quản trị, chịu trách nhiệm tổ chức giảng dạy, mở hội nghị chuyên đề, hướng dẫn nghiên cứu và định hướng các môn học. Ban Quản trị cùng bộ máy hành chính trung tâm, đứng đầu là Phó Viện trưởng, hình thành nên Viện Đại học Cambridge. Những tiện nghi giáo dục như thư viện được cung cấp đầy đủ tại mọi cấp: tại viện đại học (Thư viện Đại học Cambridge), tại các khoa (những thư viện khoa như Thư viện Luật Squire), và tại trường thành viên (mỗi trường thành viên đều có thư viện đa ngành với mục tiêu chính là phục vụ sinh viên cấp cử nhân).

### Trường thành viên

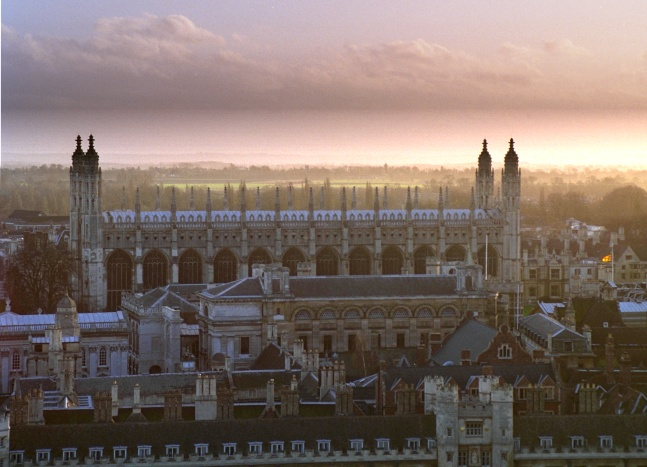
Một phần Đại học Cambridge nhìn từ Nhà nguyện St John's

Trường thành viên - những định chế tự trị có tài sản riêng và tự mình vận động gây quỹ - được xem là một thành phần của viện đại học. Tất cả sinh viên cùng hầu hết giảng viên đều ràng buộc với một trường thành viên. Vị trí then chốt của các trường thành viên có được là nhờ cơ sở vật chất, phúc lợi, chức năng xã hội, và chương trình giảng dạy dành cho sinh viên cấp cử nhân. Tất cả khoa, ban, trung tâm nghiên cứu, và thư viện đều trực thuộc viện đại học, những đơn vị này cung ứng các giảng khóa và cấp học vị, riêng việc tổ chức sinh viên chương trình cử nhân thành những nhóm nhỏ có giáo viên hướng dẫn – không hiếm khi chỉ có một sinh viên - đều được thực hiện tại các trường thành viên. Trường thành viên tự bổ nhiệm ban giảng huấn, những người này cũng là thành viên các ban của viện đại học.
Cambridge có 31 trường thành viên, trong đó có 3 trường dành riêng cho nữ: Murray Edwards, Newham, và Lucy Cavendish. Những trường khác nam nữ học chung, mặc dù trước đây hầu hết đều là trường nam. Darwin là trường đầu tiên nhận cả nam lẫn nữ, trong khi Churchill, Clare, và King’s là trường toàn nam cho đến năm 1972 mới thu nhận nữ sinh viên. Mãi đến năm 1988, trường Magdalene mới chịu thu nhận nữ sinh viên, và là trường sau cùng tiếp nhận phụ nữ. Clare Hall và Darwin chỉ đào tạo cao học, còn Hughes Hall, Lucy Cavendish, St Edmund’s, và Wolfson chỉ nhận người trưởng thành (quy định tuổi nhập học là 21 tuổi trở lên), cả cấp cử nhân và cao học. Những trường còn lại có chương trình cử nhân và cao học mà không giới hạn tuổi.
Không phải trường thành viên nào cũng cung ứng đầy đủ các ngành học, một số trường chọn đào tạo một số ngành như kiến trúc, lịch sử nghệ thuật, hoặc thần học, nhưng hầu hết các trường thành viên đều đào tạo đa ngành. Một số trường thiên về một vài môn học, thí dụ như trường Churchill chuyên sâu về khoa học và kỹ thuật. Sinh viên trường King’s nổi tiếng do có lập trường chính trị thiên tả, trong khi những người theo học tại trường Robinson hay trường Churchill được biết tiếng do nỗ lực làm giảm thiểu tác hại môi trường.

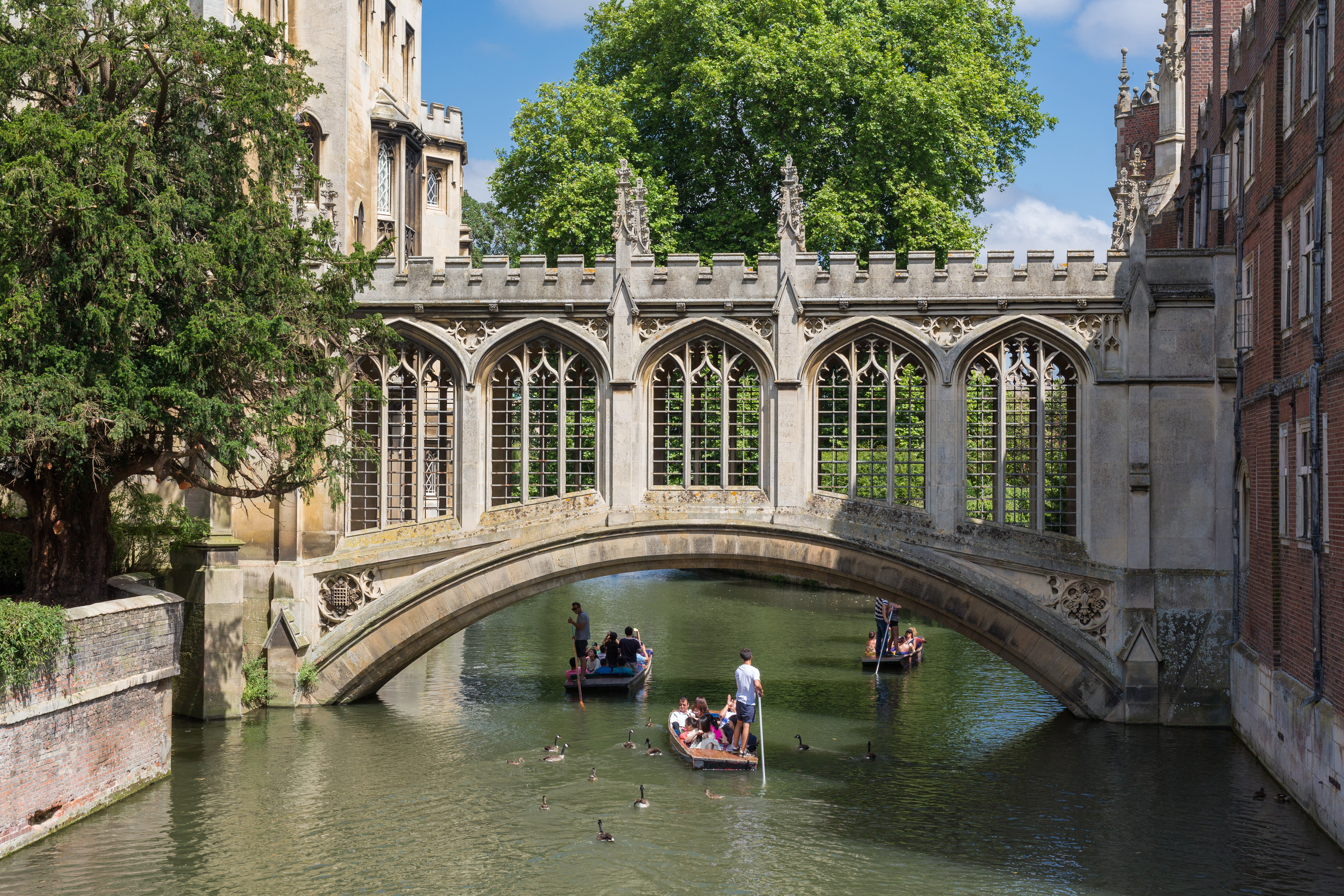
Cầu Than thở tại St John's College.

Chi tiêu cho ăn ở cũng như chi phí học tập tại Cambridge là khác nhau, phụ thuộc vào mỗi trường thành viên.
Cũng có những trường thần học ở Cambridge nhưng liên kết với viện đại học ở mức độ thấp hơn như Wescott House, Westminster College và Ridley Hall.
Danh sách 31 trường thành viên:
1. King's
2. Đại sảnh Trinity
3. Sidney Sussex
4. Darwin
5. Trinity
6. Corpus Christi
7. Downing
8. Wolfson
9. St John's
10. Queens'
11. Girton
12. Đại sảnh Clare
13. St Catharine's
14. Newnham
15. Robinson
16. Peterhouse
17. Jesus
18. Selwyn
19. Lucy Cavendish
20. Clare
21. Christ's
22. Fitzwilliam
23. St Edmund's
24. Pembroke
25. Magdalene
26. Churchill
27. Đại sảnh Hughes
28. Gonville & Caius
29. Emmanuel
30. Murray Edwards
31. Homerton

### Trường, Khoa, và Ban

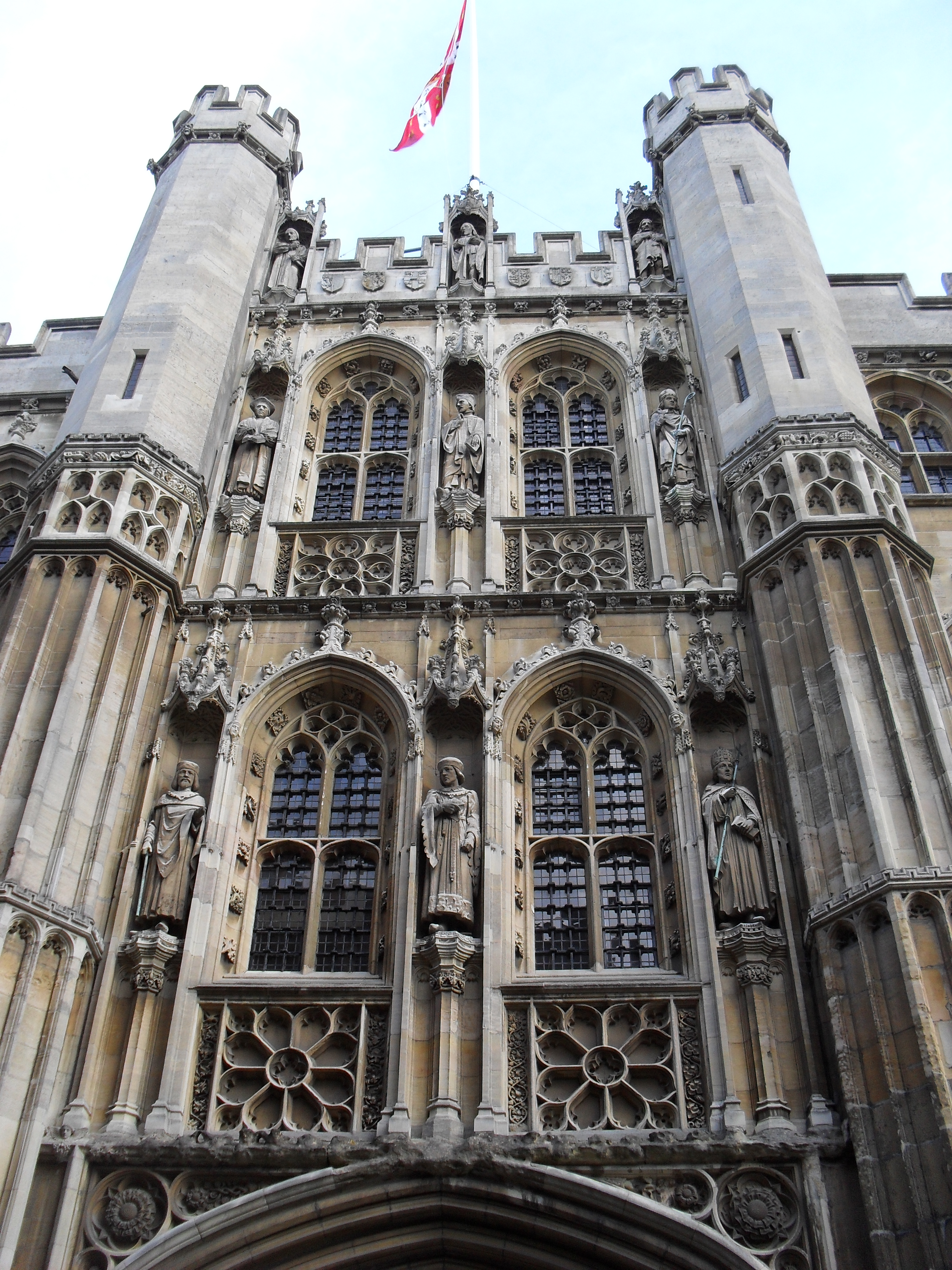
Trung tâm hành chính của viện đại học, The Old Schools

Ngoài 31 trường thành viên, viện đại học còn có 150 ban, khoa, trường, tổ chức, và các cơ sở khác. Thành viên của những định chế này cũng là thành viên của các trường thành viên; họ chịu trách nhiệm điều hành toàn bộ chương trình học thuật của viện đại học.
Một "Trường" của Đại học Cambridge là tập hợp các khoa hữu quan và những đơn vị khác. Mỗi trường thành lập ban quản trị thông qua bầu cử - gọi là "Hội đồng" của trường – gồm có đại diện của những đơn vị cấu thành. Hiện Cambridge có sáu trường:
| - Nghệ thuật và Nhân văn - Khoa học sinh học - Y học lâm sàng | - Nhân văn và Khoa học Xã hội - Khoa học Vật lý - Kỹ thuật |

Các khoa chịu trách nhiệm tổ chức giảng dạy và nghiên cứu. Ngoài ra, còn có những một vài đơn vị gọi là "Syndicate" cũng có chức năng hỗ trợ giảng dạy và nghiên cứu như Cambridge Assessment, University Press, và University Library.

### Hành chính

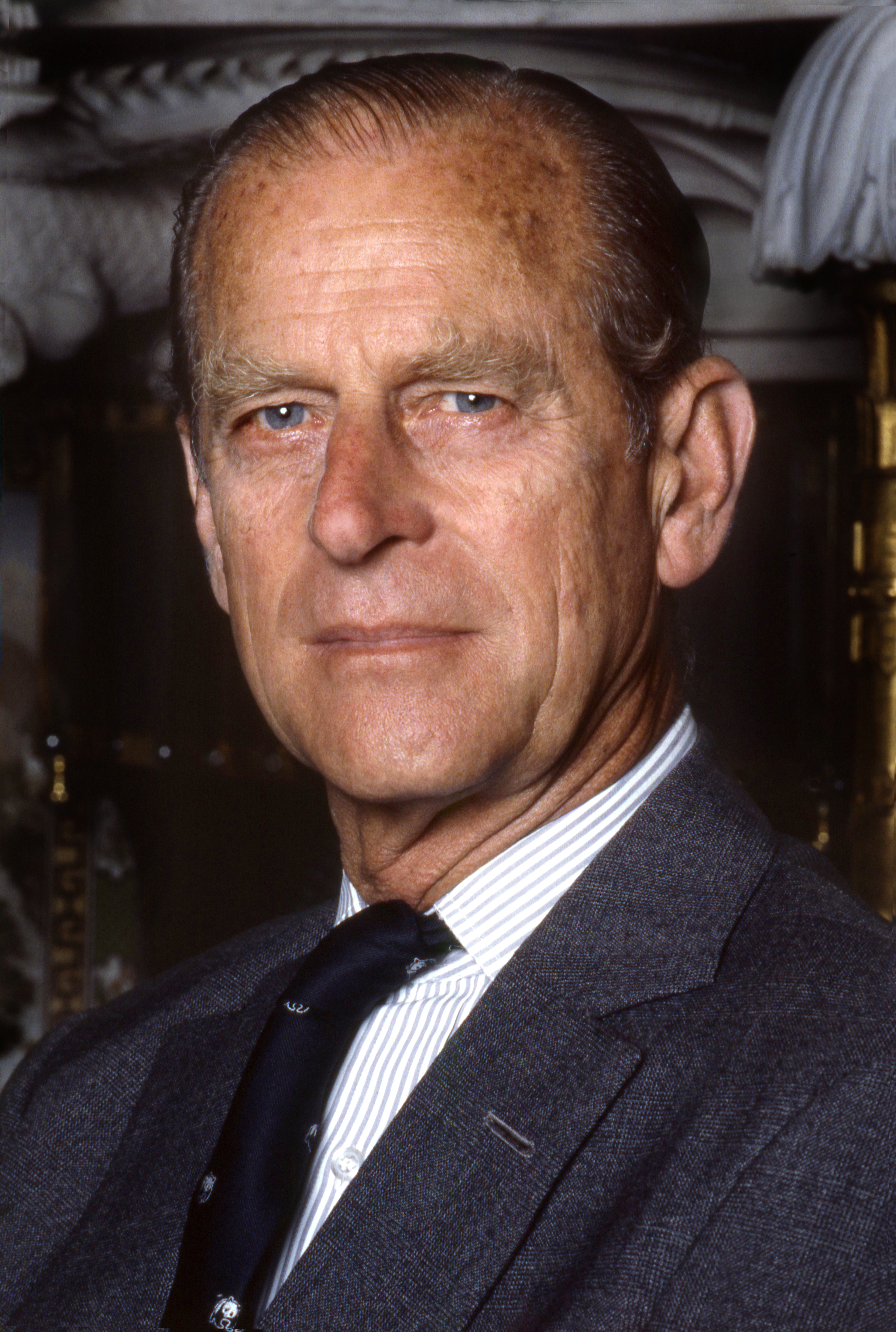
Công tước xứ Edinburgh, Viện trưởng Đại học Cambridge cho đến khi về hưu năm 2011

#### Viện trưởng và Phó Viện trưởng
Chức vụ Viện trưởng (Chancellor) của viện đại học, không giới hạn nhiệm kỳ và chỉ có tính nghi lễ, hiện đang thuộc về David Sainsbury, Nam tước Sainsbury của Turville, sau khi Công tước xứ Edinburgh (Phu quân Nữ vương Elizabeth II) về hưu vào sinh nhật thứ 90 của ông trong tháng 6 năm 2011.
Ngoài Lord Sainsbury còn có Abdul Arain, chủ một cửa hiệu tạp hóa, Brian Blessed, diễn viên, và Michael Mansfield, một luật sư, cũng được đề cử vào chức vụ này. Cuộc bầu cử diễn ra trong hai ngày 14 và 15 tháng 10 năm 2011. David Sainsbury giành được 2 839 trong tổng số 5 888 phiếu bầu, đắc cử ngay từ lần kiểm phiếu đầu tiên.
Phó Viện trưởng đương nhiệm là Leszek Borysiewics, nhà miễn dịch học người Anh gốc Ba Lan, khởi đầu nhiệm kỳ bảy năm từ ngày 1 tháng 10 năm 2010. Khác với chức vụ Viện trưởng, Phó Viện trưởng trong thực tế là người lãnh đạo viện đại học. Hầu hết thành viên ban quản trị là người của viện đại học.

#### Senate và Regent House
Tất cả những người được Cambridge cấp bằng Thạc sĩ trở lên đều là thành viên của Senate, có quyền bầu chọn Viện trưởng và High Steward, cũng như bầu hai thành viên của Viện Thứ dân Vương quốc Anh cho đến khi Hiến chương Đại học Cambridge bị hủy bỏ năm 1950.
Trước năm 1926, Senate là ban quản trị của viện đại học, thực hiện chức năng của Regent House ngày nay. Regent House là ban quản trị của viện đại học, bao gồm tất cả thành viên quan trọng đang làm việc tại viện đại học và các trường thành viên, cùng Viện trưởng, High Steward, Deputy High Steward, và Commissary.

### Niên khóa
Có ba học kỳ cho mỗi năm học: Học kỳ Michalelmas bắt đầu từ tháng 10 và chấm dứt vào tháng 12; Học kỳ Lent từ tháng 1 đến tháng 3; và Học kỳ Easter từ tháng 4 đến tháng 6.

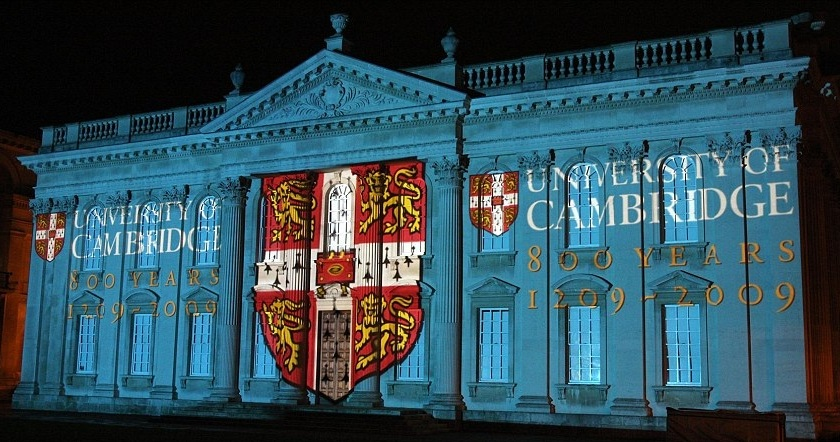
Senate House được chiếu sáng trong lễ kỷ niệm 800 năm thành lập Đại học Cambridge

Các giảng khóa thuộc chương trình cử nhân kéo dài tám tuần lễ cho mỗi học kỳ. Theo quy định của viện đại học, tất cả sinh viên phải cư trú trong vòng 10 dặm chung quanh Nhà thờ St Mary the Great – giáo đường của viện đại học. Sinh viên chỉ được cấp bằng cử nhân nếu tuân thủ quy định này trong chín học kỳ (ba năm), đối với bằng thạc sĩ khoa học, kỹ sư, hoặc toán học phải tuân thủ trong 12 học kỳ (4 năm).
Các học kỳ ở Cambridge đều ngắn hơn nếu so sánh với nhiều đại học khác ở Anh. Sinh viên cũng phải chuẩn bị kỹ bài vở trong ba kỳ nghỉ lễ (Giáng sinh, Phục sinh, và những kỳ nghỉ đông).

### Giảng dạy
Các ban của viện đại học chịu trách nhiệm tổ chức những buổi giảng bài trong khi các trường thành viên tổ chức những buổi thảo luận. Những môn khoa học có thêm những buổi thực tập ở phòng thí nghiệm, cũng trong trách nhiệm của các ban. Trong những buổi thảo luận, sinh viên được chia thành những nhóm nhỏ (thường từ một đến ba người) thảo luận dưới sự hướng dẫn của một giáo viên hoặc một nghiên cứu sinh.
Thường thì sinh viên được yêu cầu chuẩn bị chu đáo nội dung họ sẽ thảo luận với giáo viên cũng như trình bày những khó khăn họ gặp đối với bài giảng trong lớp. Bài tập thường là một tiểu luận về một chủ đề giáo viên chọn sẵn, hoặc một vấn đề giảng viên đã nêu ở lớp. Tùy thuộc vào môn học và trường thành viên, sinh viên có thể có từ một đến bốn buổi thảo luận mỗi tuần.

### Tài chính
Cho đến nay, Cambridge là viện đại học giàu có nhất, không chỉ ở Anh mà trên toàn châu Âu, với những khoản đóng góp lên đến 4,3 tỉ bảng Anh trong năm 2011, trong đó có khoảng 1,6 tỉ trực tiếp đến viện đại học và 2,7 tỉ đến các trường thành viên (cũng trong năm 2011, Oxford chỉ có khoảng 3,3 tỉ bảng Anh). Ngân quỹ điều hành của viện đại học vượt quá con số 1 tỉ bảng Anh mỗi năm. Mỗi trường thành viên là một định chế độc lập, có những khoản quyên tặng riêng. Nếu so sánh với những viện đại học ở Mỹ, Cambridge chiếm vị trí thứ năm trong số tám học viện thuộc Ivy League, và thứ mười một trong tất cả đại học ở Hoa Kỳ, mặc dù sự so sánh này là khá khập khiễng bởi vì Cambridge là một đơn vị được hưởng trợ cấp từ ngân sách quốc gia. Phần lớn lợi tức của Cambridge đến từ những khoản học bổng và trợ cấp cho nghiên cứu và học tập do chính quyền Vương quốc Anh cung cấp. Một khoản lợi tức khác đến từ những hoạt động của nhà xuất bản Cambridge University Press.
Năm 2000, Tổ chức Bill và Melinda Gates tặng 210 triệu USD thông qua Chương trình Học bổng Gates cho sinh viên đến từ bên ngoài Anh Quốc theo học chương trình cao học tại Cambridge.
Năm 2000 khi Chiến dịch Kỷ niệm 800 năm Cambridge được tiến hành với mục tiêu đến năm 2012 gây quỹ 1 tỉ bảng Anh – chiến dịch gây quỹ kiểu Mỹ đầu tiên được vận hành tại châu Âu – chỉ đến niên khóa 2009-10, số tiền quyên tặng đã lên đến 1,037 tỉ.

## Sưu tập

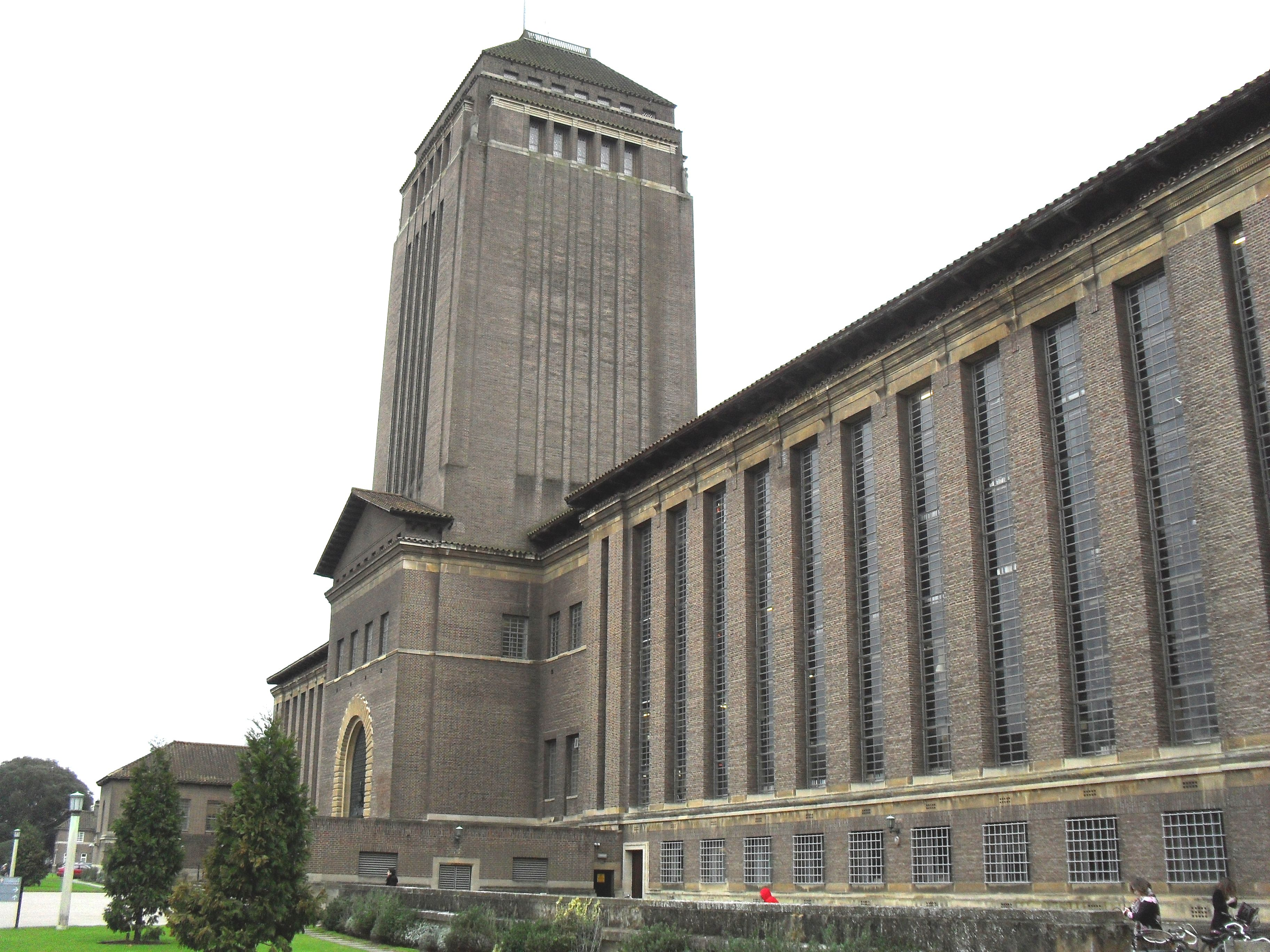
Thư viện Viện Đại học Cambridge

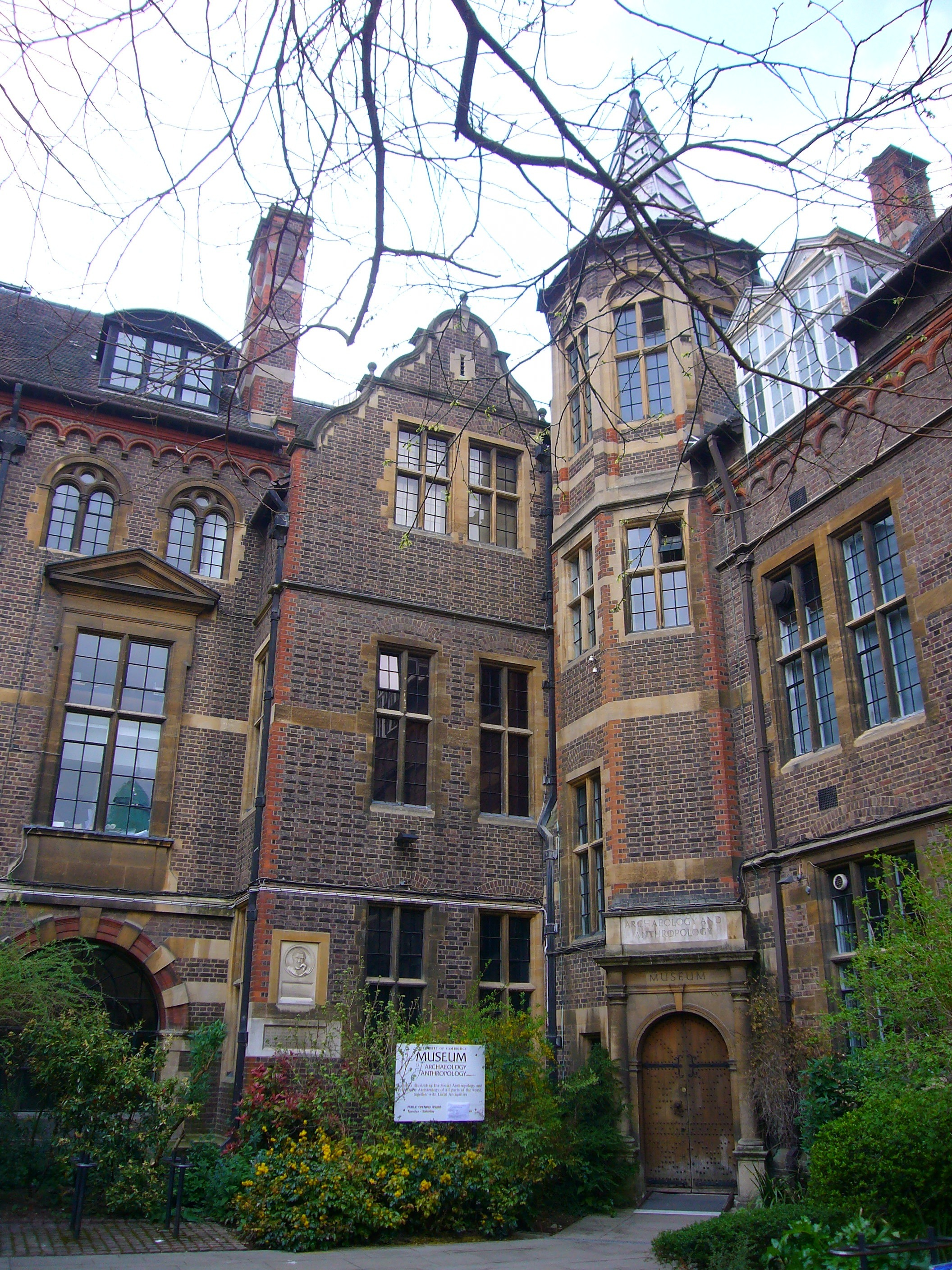
Viện bảo tàng Khảo cổ học và Nhân học

### Thư viện
Viện đại học có cả thảy 114 thư viện. Thư viện Viện Đại học Cambridge là thư viện nghiên cứu trung tâm, lưu trữ 8 triệu đầu sách, có quyền yêu cầu được cung cấp miễn phí một ấn bản cho mỗi đầu sách xuất bản ở Anh và Ireland.
Ngoài thư viện trung tâm và những cơ sở phụ thuộc, mỗi khoa đều có một thư viện chuyên ngành, thí dụ như Thư viện Sử học Seely của Khoa Sử, có hơn 100 000 đầu sách hiện được lưu trữ tại đây. Hơn nữa, mỗi trường thành viên đều có thư viện riêng với mục tiêu phục vụ giảng dạy cho sinh viên bậc đại học. Những trường thành viên thường sở hữu nhiều sách và bản thảo cổ trong những thư viện riêng biệt. Thư viện Wren thuộc Trinity College có hơn 200.000 đầu sách ấn hành trước năm 1800, trong khi Thư viện Parker của Corpus Christi College sở hữu một trong những bộ sưu tập lớn nhất những bản thảo thời trung cổ trên thế giới, với hơn 600 bản.

### Viện bảo tàng
Viện Đại học Cambridge điều hành tám viện bảo tàng về nghệ thuật, văn hóa, và khoa học, cùng một vườn bách thảo:
- Viện bảo tàng Nghệ thuật và Cổ vật Fitzwilliam
- Viện bảo tàng Nghệ thật Đương đại Kettle’s Yard
- Viện bảo tàng Khảo cổ học và Nhân học, Viện Đại học Cambridge lưu trữ những bộ sưu tập cổ vật địa phương cùng vật tạo tác về khảo cổ và dân tộc học từ khắp thế giới
- Viện bảo tàng Động vật học có nhiều chủng loại động vật từ khắp thế giới nổi tiếng với bộ xương cá voi vây. Viện bảo tàng này cũng có những chủng loại do Charles Darwin sưu tầm
- Viện bảo tàng Khảo cổ học cổ điển, Cambridge
- Viện bảo tàng Whipple về Lịch sử khoa học
- Viện bảo tàng Khoa học Trái đất Sedgwick
- Viện bảo tàng vùng cực, thuộc Viện Scott Nghiên cứu vùng cực, tôn vinh Thuyền trưởng Scott và cách thành viên trong đoàn thám hiểm, cũng như quan tâm đến việc thám hiểm vùng cực
- Vườn bách thảo Viện Đại học Cambridge, thành lập năm 1831

## Hồ sơ học thuật

### Nghiên cứu
Đại học Cambridge có những ban nghiên cứu và những khoa giảng dạy cho hầu hết các môn học, mỗi năm chi tiêu 650 triệu bảng Anh cho nghiên cứu. Các ban thuộc viện đại học chịu trách nhiệm hướng dẫn tất cả công trình nghiên cứu và chương trình giảng dạy. Các trường thành viên cung cấp giáo viên hướng dẫn và tổ chức những buổi thảo luận nhóm, sắp xếp chỗ ở cho sinh viên, và cấp kinh phí cho những hoạt động ngoại khóa. Suốt trong thập niên 1990, Cambridge mở thêm nhiều phòng thí nghiệm đặc biệt phục vụ nghiên cứu tại một số địa điểm của viện đại học rải rác khắp thành phố, số lượng những phòng thí nghiệm hiện vẫn tiếp tục gia tăng.
Cambridge là thành viên Nhóm Russell, một mạng lưới các viện đại học nghiên cứu, Nhóm Coimbra, hội đoàn của các viện đại học hàng đầu ở châu Âu, Liên minh Đại học Nghiên cứu Âu châu, và Liên hiệp Quốc tế các Đại học Nghiên cứu. Cambridge là một thành phần trong "Tam Giác Vàng" – tên gọi không chính thức những viện đại học hàng đầu của Anh: Oxford, Cambridge tạo thành hai góc của tam giác, Imperial College London, University College London, London School of Economics, và Kings College London hợp thành góc còn lại (Imperial College London từng trực thuộc liên hiệp Viện Đại học Luân Đôn, ba trường còn lại hiện là thành viên của Viện Đại học Luân Đôn).

### Tuyển sinh

#### Quy trình
UCAS tiếp nhận hồ sơ tuyển sinh vào Cambridge, thời hạn chót hiện nay là giữa tháng 10. Cho đến thập niên 1980, tất cả thí sinh phải qua kỳ thi tuyển, về sau chỉ còn những kỳ kiểm tra như kiểm tra đánh giá kỹ năng tư duy và kiểm tra môn luật Cambridge. Viện đại học đang xem xét việc tái lập các kỳ thi tuyển cho tất cả ngành học kể từ năm 2016.
Hầu hết các thí sinh được mong đợi có ít nhất ba A-level A-grade liên quan đến ngành học được chọn, hoặc ít nhất ba điểm số 7, 7, 6 cho kỳ thi Tú tài quốc tế (IB). Hạng A-level A* (từ năm 2010) cũng được xem xét, với tiêu chuẩn của viện đại học cho tất cả giảng khóa là A*AA. Bởi vì một tỷ lệ lớn các thí sinh đều có điểm số cao, các cuộc phỏng vấn là quy trình cần thiết để chọn những người giỏi nhất, chú trọng vào các yếu tố như sự độc đáo trong tư duy và tính sáng tạo.
Những ứng viên bị trường họ chọn không chấp nhận sẽ được đưa vào danh sách dự bị để những trường khác xem xét.
Việc tuyển chọn sinh viên cao học được quyết định bởi khoa hoặc ban liên quan đến ngành học ứng viên chọn.

### Thanh danh
Theo bản đánh giá của chính phủ Anh, trong hai năm 2001 và 2008, Cambridge được xếp hạng đầu. Năm 2005, mỗi năm Cambridge đào tạo tiến sĩ (PhD) nhiều hơn bất cứ viện đại học nào khác ở Anh (30% nhiều hơn Oxford xếp hạng nhì). Một cuộc khảo sát năm 2006 của Thomas Scientific cho thấy số lượng tài liệu nghiên cứu từ Cambridge cao nhất nước Anh. Một nghiên cứu khác trong năm 2006 của Evidence cho thấy số lượng trợ cấp và hợp đồng nghiên cứu của Cambridge chiếm tỷ lệ cao nhất (6,6%) Anh Quốc.
Silicon Fen, còn gọi là "Hiện tượng Cambridge – khu công nghiệp cao chuyên về nhu liệu, điện tử, và kỹ thuật sinh học – năm 2004 được xem là thị trường đầu tư mạo hiểm lớn thứ hai thế giới, chỉ sau Silicon Valley. Ước tính trong tháng 2 năm 2006, có khoảng 250 công ty mới thành lập có quan hệ trực tiếp với Cambridge trị giá 6 tỉ USD.

#### Xếp hạng đại học
Trong nhiều bảng xếp hạng trải qua nhiều năm, Cambridge luôn ở trong vài hạng đầu ở Anh và trên thế giới.
| Below is the ranking of the University of Cambridge in various university league tables \| Năm \| THES - QS World University Rankings (World) \| Academic Ranking of World Universities (World) \| Times Good University Guide (UK) \| Guardian University Guide (UK) \| Sunday Times University Guide (UK) \| Independent The Complete University Guide (UK) \| Daily Telegraph (UK) \| \| ---- \| ------------------------------------------- \| ---------------------------------------------- \| -------------------------------- \| ------------------------------ \| ---------------------------------- \| ---------------------------------------------- \| -------------------- \| \| 2013 \| \| \| 2[81] \| 1[82] \| \| 1 \| \| \| 2012 \| 2[83] \| 5[84] \| 2[85] \| 1[86][87] \| 1 \| 1 \| \| \| 2011 \| 1[83] \| 5[84] \| 2[88] \| 2 \| \| 2 \| \| \| 2010 \| 1[83] \| 5[84] \| 2[89] \| 2[90] \| \| 2[91] \| \| \| 2009 \| 2[83] \| 4[84] \| 2[92] \| 2 \| \| 2[93] \| \| \| 2008 \| 3[83] \| 4[84] \| 2 \| 2[94] \| 1[95] \| 1[96] \| \| \| 2007 \| 2[83] \| 4[84] \| 2[97] \| \| 1 \| \| 1[98] \| \| 2006 \| 2[83] \| 2[84] \| 2[99] \| 1[100] \| 1[101] \| \| \| \| 2005 \| 3[83] \| 2[84] \| 2[102] \| 2[103] \| 1[101] \| \| \| \| 2004 \| \| 3[84] \| 2[104] \| 1 \| 1 \| \| \| \| 2003 \| \| 5[84] \| 2[105] \| 1 \| 1 \| \| 1[106] \| \| 2002 \| \| \| 1[107] \| 1[108] \| 1[109] \| \| 1[108] \| \| 2001 \| \| \| 1 \| \| 1[109] \| \| \| \| 2000 \| \| \| 1 \| \| 1[109] \| \| \| \| 1999 \| \| \| 1 \| \| 1[109] \| \| \| \| 1998 \| \| \| 1 \| \| 1[109] \| \| \| |                                             |                                                |                                  |                                |                                    |                                                |                      |
| Năm | THES - QS World University Rankings (World) | Academic Ranking of World Universities (World) | Times Good University Guide (UK) | Guardian University Guide (UK) | Sunday Times University Guide (UK) | Independent The Complete University Guide (UK) | Daily Telegraph (UK) |
| 2013 |                                             |                                                | 2                                | 1                              |                                    | 1                                              |                      |
| 2012 | 2                                           | 5                                              | 2                                | 1                              | 1                                  | 1                                              |                      |
| 2011 | 1                                           | 5                                              | 2                                | 2                              |                                    | 2                                              |                      |
| 2010 | 1                                           | 5                                              | 2                                | 2                              |                                    | 2                                              |                      |
| 2009 | 2                                           | 4                                              | 2                                | 2                              |                                    | 2                                              |                      |
| 2008 | 3                                           | 4                                              | 2                                | 2                              | 1                                  | 1                                              |                      |
| 2007 | 2                                           | 4                                              | 2                                |                                | 1                                  |                                                | 1                    |
| 2006 | 2                                           | 2                                              | 2                                | 1                              | 1                                  |                                                |                      |
| 2005 | 3                                           | 2                                              | 2                                | 2                              | 1                                  |                                                |                      |
| 2004 |                                             | 3                                              | 2                                | 1                              | 1                                  |                                                |                      |
| 2003 |                                             | 5                                              | 2                                | 1                              | 1                                  |                                                | 1                    |
| 2002 |                                             |                                                | 1                                | 1                              | 1                                  |                                                | 1                    |
| 2001 |                                             |                                                | 1                                |                                | 1                                  |                                                |                      |
| 2000 |                                             |                                                | 1                                |                                | 1                                  |                                                |                      |
| 1999 |                                             |                                                | 1                                |                                | 1                                  |                                                |                      |
| 1998 |                                             |                                                | 1                                |                                | 1                                  |                                                |                      |

Trên nhiều bảng xếp hạng quốc tế, Cambridge ở trong số mười viện đại học uy tín nhất. Theo bảng xếp hạng do QS World University Rankings phối hợp với Report thực hiện năm 2012, Cambridge giữ vị trí thứ hai, nhưng hai năm trước được xếp hạng nhất. Cambridge giữ vị trí thứ bảy theo Times Higher Education World University Rankings (2012-13). Cũng trong năm 2012, ARWU xếp viện đại học này vào hạng năm, trong khi nhật báo Guardian dành vị trí đầu cho Cambridge, vượt qua Oxford trong các ngành học như triết, luật, chính trị, toán, các môn đại cương, nhân học, và ngôn ngữ hiện đại.
Năm 2006, tạp chí Newsweek tổng hợp các yếu tố trong hai bảng xếp hạng THES-QS và ARWU cùng một số dữ liệu khác để thẩm định mức độ "mở và đa dạng" của các học viện, đã dành vị trí thứ sáu cho Cambridge. Năm 2008, Sunday Times University Guide lại xếp Cambridge hạng nhất lần thứ 11 liên tiếp kể từ khi bảng xếp hạng này được công bố năm 1998. Cũng trong năm 2008, Cambridge giữ thứ hạng đầu ở 37 trong số 61 ngành học, trong đó có ngành luật, y, kinh tế, toán, kỹ sư, lý, hóa, và được xem là học viện có thành tích xuất sắc nhất trong lĩnh vực nghiên cứu, tiêu chuẩn tuyển sinh và hướng nghiệp tại Anh.
Theo Times Good University Guide Subject Rankings năm 2009, Cambridge giữ hạng nhất (hoặc đồng hạng nhất) ở 34 trong số 42 môn học, còn trong bảng xếp hạng tổng quát, Cambridge giữ vị trí thứ hai sau Oxford. Cambridge cũng được xếp hạng hai sau Oxford theo Guardian University Guide Rankings năm 2009.
Năm 2010, University Ranking by Academic Performance (URAP) dành cho Cambridge vị trí thứ hai ở Anh và 11 trên thế giới.

#### Xuất bản
Cơ sở xuất bản của viện đại học, Cambridge University Press, là cơ sở in ấn và xuất bản lâu đời nhất thế giới, và là cơ sở xuất bản đại học có quy mô lớn thứ hai trên thế giới.

## Đời sống sinh viên

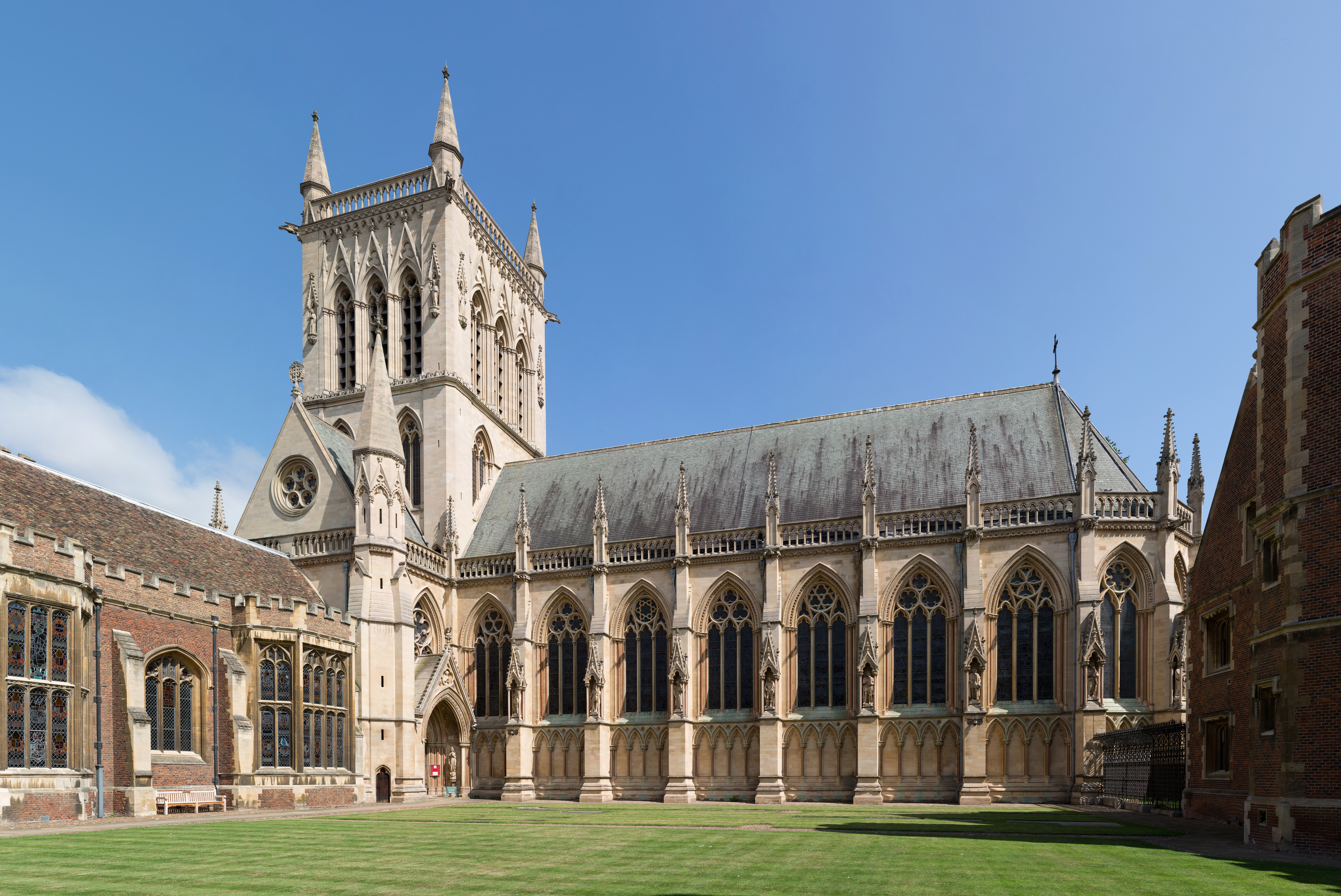
Nhà nguyện St John's College.

### Hội sinh viên
Khi nhập học, tất cả sinh viên tại Cambridge đương nhiên là thành viên Hội Sinh viên Đại học Cambridge - thành lập năm 1964, lúc ấy có tên Hội đồng Đại diện Sinh viên - với ban chấp hành sáu thành viên.

### Thể thao
Cambridge có truyền thống lâu đời khuyến khích sinh viên tham gia thể thao và các hoạt động giải trí. Đua thuyền là môn thể thao được yêu thích đặc biệt ở Cambridge với nhiều cuộc thi đấu giữa những trường thành viên, nhất là cuộc đua thuyền hằng năm giữa Cambridge với Oxford. Còn có nhiều cuộc thi đấu cricket, rugby, cờ vua, và tiddywinks giữa hai ngôi trường danh giá này.
Phần lớn các tiện nghi thể thao đều được cung ứng bởi những trường thành viên, nhưng một khu phức hợp thể thao của viện đại học hiện đang được xây dựng.

### Hội đoàn
Nhiều hội đoàn do sinh viên tự điều hành, nhằm khuyến khích sinh viên chia sẻ với nhau những đam mê hoặc những mối quan tâm, tổ chức những buổi họp mặt định kỳ. Đến năm 2012, ở Cambridge có 751 hội đoàn đã đăng ký. Những trường thành viên thường thành lập cho họ những hội đoàn và các đội thể thao.
Cambridge Union là hội đoàn lớn nhất ở Đại học Cambridge, thành lập năm 1815 với mục tiêu tổ chức những cuộc hội thảo về các chủ đề được xã hội quan tâm. Trong số những nhân vật nổi tiếng từng nói chuyện ở Cambridge Union có Winston Churchill, Theodore Roosevelt, Ronald Reagan, Jawaharlal Nehru, Muammar al-Gaddafi, Stephen Hawking, Pamela Anderson, Clint Eastwood...
Nổi bật nhất trong các hội kịch nghệ là Câu lạc bộ Kịch Tài tử và câu lạc bộ hài kịch Footlights. Dàn nhạc Thính phòng Đại học Cambridge theo đuổi những đề án âm nhạc khác nhau, từ những bản giao hưởng được yêu thích đến những tác phẩm ít nổi tiếng hơn; thành viên của dàn nhạc là sinh viên của viện đại học.

### Nhật báo và đài phát thanh

Liên hoan May Ball 2005 tại Jesus College

Sinh hoạt báo chí của sinh viên là đa dạng, từ tờ Varsity lâu đời (ấn bản đầu tiên phát hành năm 1931) đến tờ The Cambridge Student trẻ trung hơn (thành lập năm 1999). Mới đây, cả hai tờ báo này đang bị cạnh tranh với sự xuất hiện của The Tab (năm 2009), tờ báo lá cải của sinh viên.
Với sự hợp tác của sinh viên Đại học Anglia Ruskin, sinh viên Cambridge điều hành một đài phát thanh, Cam FM, sản xuất các chương trình hằng tuần, hài kịch, chính kịch, và tường thuật thể thao.

### Formal Hall và May Ball
Một trong những đặc điểm của sinh hoạt sinh viên ở Cambridge là khả năng tham dự tiệc tối tại trường thành viên, gọi là Formal Hall, tổ chức mỗi học kỳ. Sinh viên dự tiệc phải mặc lễ phục, trong khi giảng viên được ngồi chỗ trang trọng High Table. Tiệc tối được khởi đầu và kết thúc với nghi thức cầu nguyện. Còn có những tiệc tối tổ chức vào các dịp đặc biệt như Giáng sinh hoặc lễ tưởng nhớ những nhà tài trợ.
Lúc chấm dứt các kỳ thi là đến Tuần lễ tháng Năm (May Week) là thời điểm tổ chức dạ tiệc tháng Năm (May Ball): những buổi liên hoan thâu đêm tại các trường thành viên với thức ăn, thức uống, và các loại hình giải trí. Chủ nhật đầu tiên của May Week thường là ngày vui chơi ngoài trời (picnic, barbecue).

## Các chứng chỉ Tiếng Anh

### Chứng Chỉ Starters (Pre A1)
Bài thi này dành cho các thí sinh từ 4 – 7 tuổi, đây là bước khởi đầu trên hành trình học tiếng Anh của bé. Bài thi được thiết kế sống động nhằm giúp các bé làm quen với tiếng Anh nói và viết mỗi ngày. 

### Chứng Chỉ Movers (A1)
Đây là bước thứ hai sau hành trình học tiếng Anh dành cho thí sinh từ  8 – 10 tuổi, sau khi vượt qua bài thi Starters. Có thể thấy đây là một phương pháp học tập hiệu quả giúp bé xây dựng các kỹ năng và từng bước nâng cao trình độ của mình. 
Qua bài thi này, các bé có thể:
Hiểu các hướng dẫn cơ bản, tham gia vào một cuộc hội thoại ở mức độ đơn giản về một chủ đề có thể dự đoán.Hiểu được thông báo hay các thông tin đơn giản. Hoàn thiện được các mẫu câu đơn giản và viết đoạn ngắn bao gồm thời gian, địa điểm. 

### Chứng chỉ Flyers (A2)
Đây là bước kế tiếp trên con đường học tiếng Anh dành cho thí sinh từ 11 – 12 tuổi, sau khi vượt qua bài thi Movers.
Bài thi Flyers được xếp ở trình độ A2, ở cấp độ này các bé có thể:
Hiểu được tiếng Anh viết cơ bản. Hiểu được các thông báo hay các thông tin đơn giảnGiao tiếp được trong các tình huống đơn giảnHiểu và sử dụng các từ, cụm từ và mẫu câu đơn giản. Giới thiệu và trả lời các câu hỏi đơn giản về bản thân. 

### Chứng Chỉ KET (Key English Test – A2)
Chứng chỉ này dành cho người học là thiếu niên và người trưởng thành. Ở cấp độ này, người học có thể hiểu và giao tiếp đơn giản trong các tình huống hàng ngày. 

### Chứng Chỉ PET (Preliminary English Test – B1)
Chứng chỉ tiếng Anh Cambridge này dành cho người học ở trình độ sơ cấp B1. Ở trình độ này, người học có thể viết email, đọc báo hay giao tiếp cơ bản. 

### Chứng Chỉ FCE (First Certificate in English – B2)
Chứng chỉ FCE tương đương trình độ tiếng Anh Trung cấp B2. Tại cấp độ này, người học có thể giao tiếp đa dạng các tình huống trong học tập, công việc. 
Bên cạnh đó người có chứng chỉ FCE có thể dụng để đi làm hoặc đi du học. 

### Chứng Chỉ CAE (Certificate of Advanced English – C1)
Chứng chỉ CAE tương đương với trình độ C1 theo khung tham chiếu trình độ ngôn ngữ chung của Châu Âu. Ở cấp độ này, học viên có thể tự tin giao tiếp trong hầu hết các tình huống, lĩnh vực. 

### Chứng Chỉ CPE (Certificate of Proficiency in English – C2)
Chứng chỉ CPE tương đương với trình độ tiếng Anh C2. Người học đã đạt đến trình độ này hoàn toàn có thể giao tiếp tự tin như một người bản xứ.

## Cựu sinh viên Cambridge

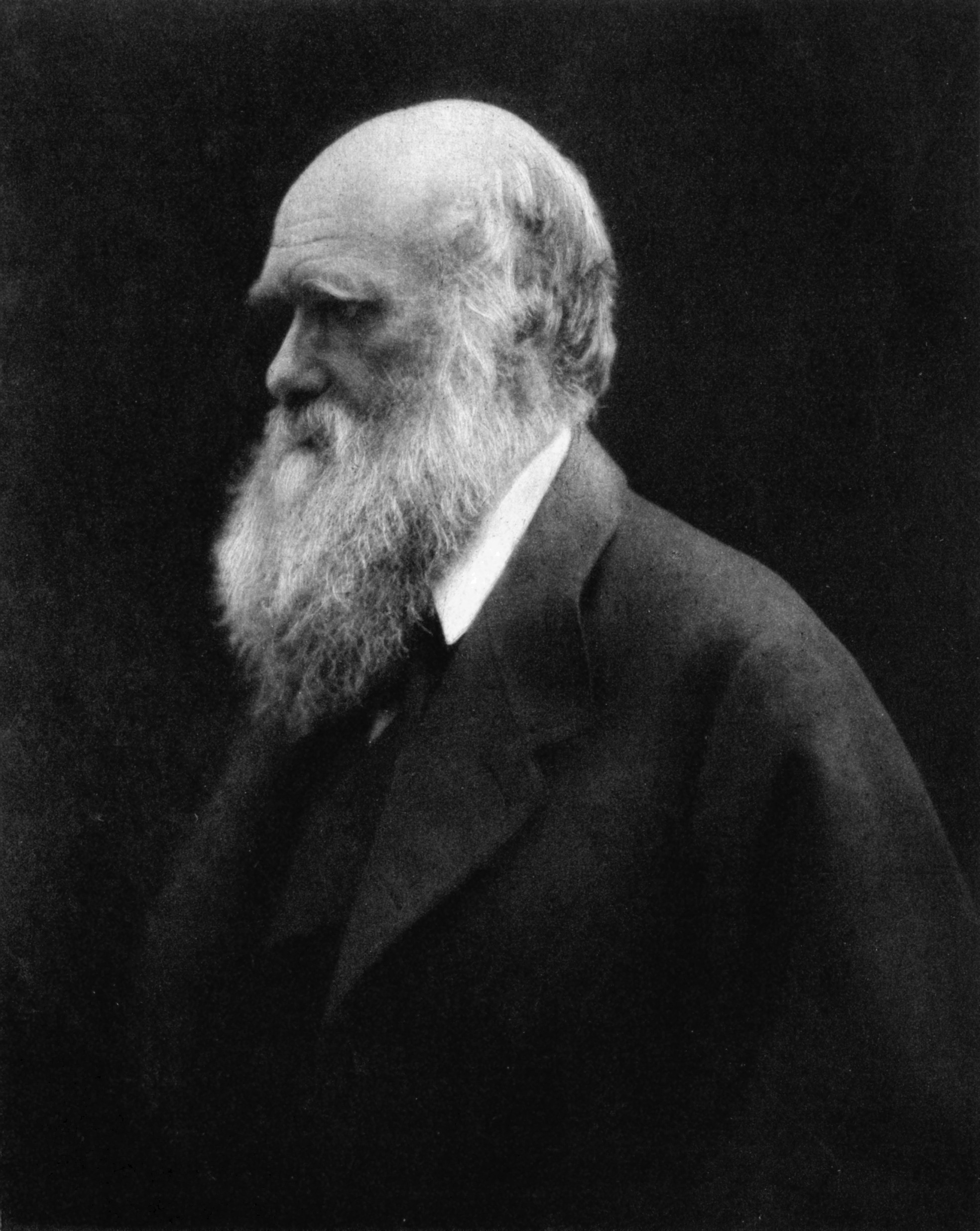
Charles Darwin năm 1868

Trải qua lịch sử lâu dài của Cambridge, nhiều người từng theo học ở Cambridge đã nổi tiếng trong các lĩnh vực hoạt động của họ, trong học thuật cũng như ngoài xã hội. Có khoảng từ 85 đến 88 khôi nguyên Giải Nobel là những nhân vật liên quan đến Cambridge, trong số đó có tổng cộng 61 người từng theo học ở đây. Ngoài ra còn có 8 Huy chương Fields và 2 Giải Abel được trao cho những học giả Cambridge.

### Toán học và Khoa học
Nổi bật nhất là truyền thống lâu đời và vượt trội của viện đại học về toán học và các ngành khoa học.
Trong số những triết gia tự nhiên nổi tiếng nhất của Cambridge có Sir Isaac Newton, người đã dành gần hết cuộc đời làm việc tại viện đại học và tiến hành nhiều cuộc thí nghiệm tại Trinity College. Sir Francis Bacon, người chịu trách nhiệm phát triển Phương pháp khoa học, nhập học ở Cambridge khi mới 12 tuổi, và những nhà toán học tiên phong như John Dee và Brook Taylor.
Hardy, Littlewood, và De Morgan ở trong số những nhà toán học nổi tiếng nhất trong lịch sử đương đại. Sir Michael Atiyah là một trong những nhà toán học quan trọng nhất trong hạ bán thế kỷ 20; William Oughtred, John Wallis, Srinivasa Ramanujan là những tên tuổi lớn trong toán học.

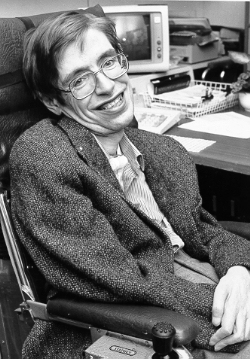
Stephen Hawking

Trong sinh học, Charles Darwin từng theo học ở Cambridge, Francis Crick và James Watson phát triển mô hình cấu trúc ba chiều của DNA. Gần đây hơn là Sir Ian Wilmut với cừu Dolly, động vật có vú đầu tiên được nhân bản vô tính năm 1996. Nhà tự nhiên học David Attenborough tốt nghiệp Cambridge, trong khi Jane Goodall, chuyên gia hàng đầu về tinh tinh làm luận án tiến sĩ tại Darwin College.
Cambridge cũng được xem là nơi khai sinh máy điện toán khi nhà toán học Charles Babbage thiết kế hệ thống điện toán đầu tiên từ giữa thập niên 1800. Alan Turing tiếp bước phát minh những nguyên lý nền tảng cho khoa học điện toán đương đại, rồi Maurice Wilkes hình thành máy điện toán đầu tiên có thể lập trình. Webcam cũng là một phát minh tại Cambridge khi những nhà khoa học muốn biết chắc cà phê đã có sẵn ở phòng ăn mà không cần phải rời khỏi phòng thí nghiệm.

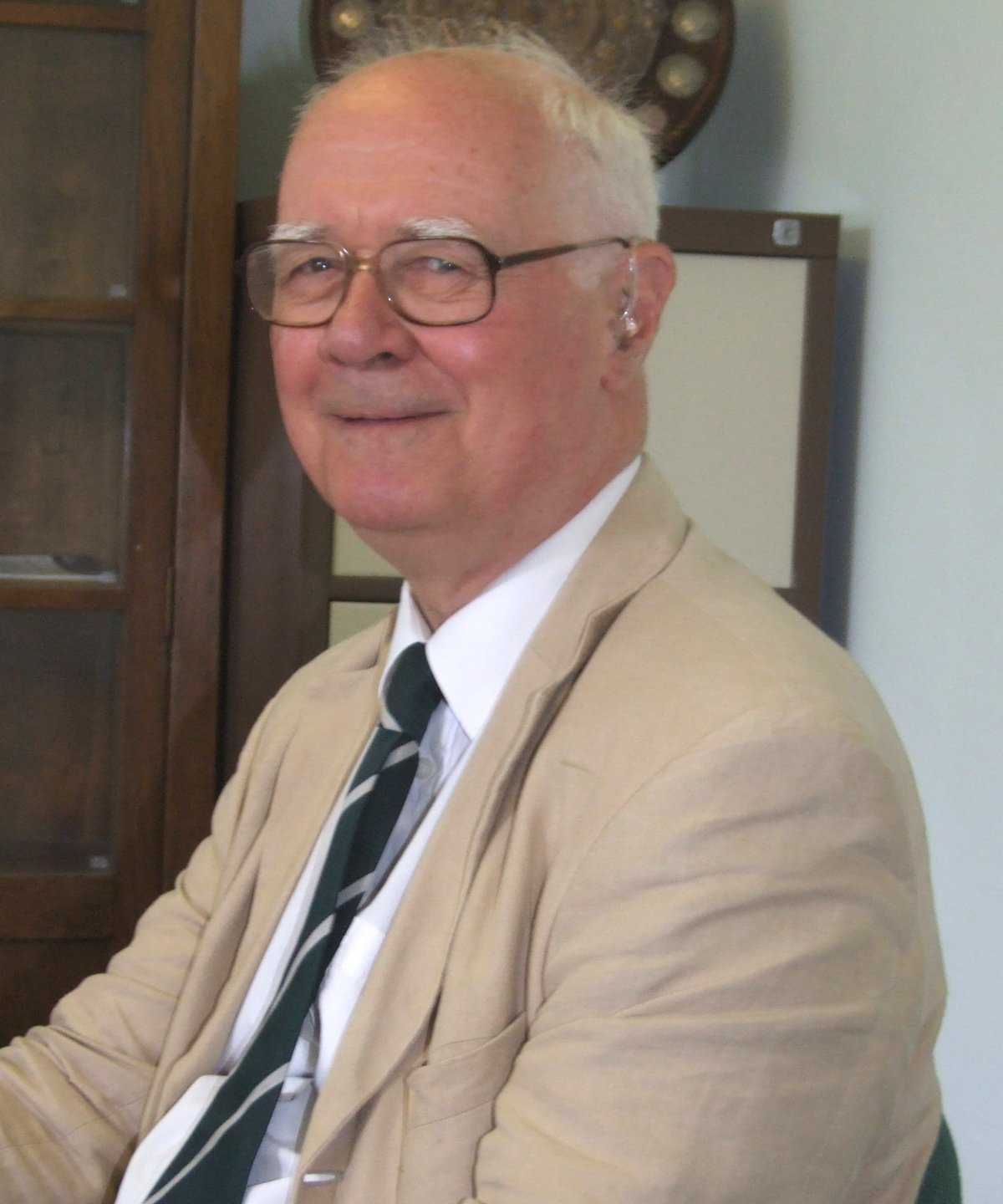
John Polkinghorne

Ernest Rutherford, được xem là cha đẻ của ngành vật lý nguyên tử, dành gần trọn đời mình ở Cambridge, tại đây ông cộng tác với Niels Bohr, người tìm ra cấu trúc và chức năng của nguyên tử, J. J. Thomson, nhà khoa học khám phá electron, Sir James Chadwick tìm ra neutron. Sir John Cockcroft và Ernest Walton cộng tác để tìm cách tách nguyên tử. J. Robert Oppenheimer, người đứng đầu Dự án Manhattan phát triển bom hạt nhân, từng học ở Cambridge dưới sự dẫn dắt của Rutherford và Thompson.
Những nhà thiên văn học như Sir John Herschel, Sir Arthur Eddington, và nhà vật lý Paul Dirac từng nhiều năm giảng dạy ở Cambridge; Stephen Hawking là giáo sư toán ở đây từ năm 2009. John Polkinghorne từng là nhà toán học ở Cambridge trước khi trở thành mục sư Anh giáo, ông được phong tước hiệp sĩ, và được trao Giải Templeton nhờ những đóng góp của ông về mối tương quan giữa khoa học và tôn giáo.
Trong số những nhà khoa học nổi tiếng ở Cambridge có Henry Cavendish, người tìm ra hydrogen, Frank Whittle, đồng phát minh động cơ phản lực; Lord Kelvin, William Fox Talbot, Alfred North Whitehead, Sir Jagadish Chandra Bose, Lord Rayleigh, Georges Lemaître, và Frederick Sanger, người đoạt hai giải Nobel.

### Nhân văn, âm nhạc, nghệ thuật
Trong lĩnh vực nhân văn, từ đầu thế kỷ 16, Desiderius Erasmus thành lập môn Hi Lạp học tại Cambridge và giảng dạy tại đây trong vài năm. Nhà Latin học A. E. Housman cũng giảng dạy tại Cambridge mặc dù tên tuổi của ông được biết đến nhiều hơn như một thi sĩ.

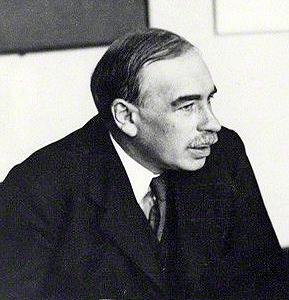
Nhà kinh tế học John Maynard Keynes

Những nhà kinh tế học xuất thân từ Cambridge có John Maynard Keynes, Thomas Malthus, Alfred Marshall, Milton Friedman, Joan Robinson, Piero Sraffa, và Amartya Sen. Sir Francis Bacon, Bertrand Russell, Ludwig Wittgenstein, Leo Strauss, George Santayana, G. E. M. Anscombe, Sir Karl Popper, Sir Bernard Williams, Allama Iqbal, và G. E. Moore là những học giả Cambridge trong lĩnh vực triết học, tương tự là những nhà sử học Thomas Babington Macaulay, Frederic William Maitland, Lord Acton, Joseph Needham, E. H. Carr, Hugh Trevor-Roper, E. P. Thompson, Eric Hobsbawm, Niall Ferguson và Arthur M. Schlesinger, Jr, Glanville Williams, Sir James Fitzjames Stephen, và Sir Edward Coke.
Những nhân vật tôn giáo nổi tiếng đến từ Cambridge có Justin Welby, Tổng Giám Canterbury, người tiền nhiệm Rowan William và nhiều tổng giám mục Canterbury khác. William Tyndale, nhà phiên dịch Kinh Thánh tiên phong từng học ở Cambridge. "Những người tử đạo Oxford" Thomas Cranmer, Hugh Latimer, và Nicholas Ridley đều xuất thân từ Cambridge (Oxford là địa điểm họ bị xử tử). William Wilberforce và Thomas Clarkson tích cực hoạt động cho phong trào bãi nô, là cựu sinh viên Cambridge. Ngoài ra còn có sáu người được trao tặng Giải Templeton, giải thưởng danh giá dành cho những người có nhiều đóng góp trong lĩnh vực tôn giáo.
Những nhà soạn nhạc Ralph Vaughan Williams, Sir Charles Villiers Stanford, William Sterndale Bennett, Orlando Gibbons, và gần đây hơn, Alexander Goehr, Thomas Adès và John Rutter đều xuất thân từ Cambridge.
Trong lĩnh vực hội họa có Quentin Blake, Roger Fry, và Julian Trevelyan, điêu khắc có Antony Gormley, Marc Quinn, và Sir Anthony Caro, nhiếp ảnh có Antony Armstrong-Jones, Sir Cecil Beaton, và Mick Rock đều từng theo học ở Cambridge.

### Văn học

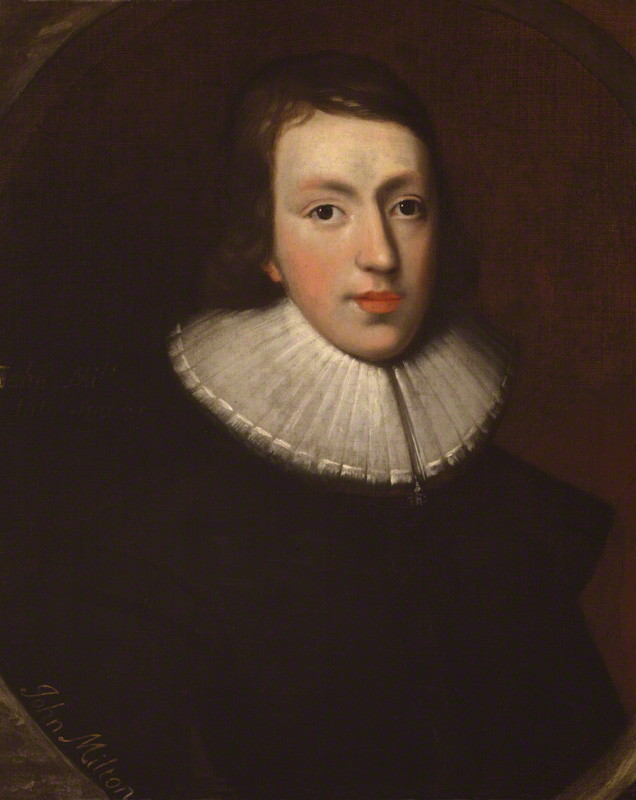
John Milton

Trong số những tác gia quan trọng xuất thân từ Cambridge cần kể đến nhà soạn kịch thời Elizabeth Christopher Marlowe cùng những đồng môn của ông Thomas Nashe và Robert Greene. John Fletcher, người cộng tác với Shakespeare trong các tác phẩm The Two Noble Kinsmen, Henry VIII, và Cardenio, cũng là người kế tục Shakespeare để viết vở The King’s Men. Những nhà văn như W. M. Thackery, Charles Kingsley, và Samuel Butler. Trong vòng những nhà văn đương đại có E. M. Foster, Rosamond Lehmann, Vladmir Nabokov, Christopher Isherwood, và Malcolm Lowry, tác gia về trung cổ và tôn giáo C. S. Lewis, nhà vật lý và tiểu thuyết gia C. P. Snow. Những tên tuổi khác trong lĩnh vực văn học xuất thân từ Cambridge là Patrick White, Iris Murdoch, Eudora Welty, J. G. Ballard, Sir Kingsley Amis, E. R. Braithwaite, Douglas Adams, Tom Sharpe, Howard Jacobson, A. S. Byatt, Sir Salman Rushdie, Nick Hornby, Zadie Smith, Robert Harris, Sebastian Faulks, Michael Crichton, Jin Yon, Julian Fellowes, Stephen Poliakoff, Michael Frayn, Alan Bennett, và Sir Peter Shaffer.

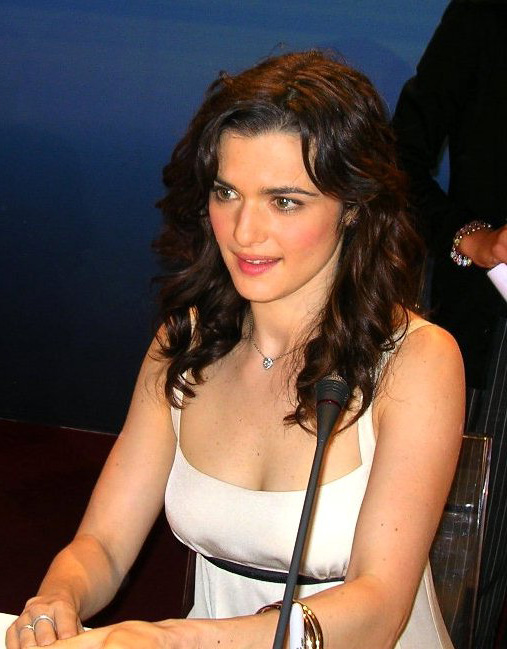
Rachel Weisz năm 2007

Những thi sĩ đến từ Cambridge có Edmund Spenser, tác giả The Faerie Queene, John Donne, George Herbert, Andrew Marvell, John Milton nổi tiếng với thiên sử thi Paradise Lost, John Dryden, Thomas Gray, William Wordsworth, Samuel Taylor Coleridge, Lord Byron, A. E. Housman, gần đây hơn là Cecil Day-Lewis, Joseph Brodsky, Kathleen Raine, và Geoffrey Hill.
Trong lĩnh vực điện ảnh, có những diễn viên và đạo diễn là cựu sinh viên Cambridge như Sir Ian McKellen, Sir Derek Jacobi, Sir Michael Redgrave, James Mason, Emma Thompson, Stephen Fry, Hugh Laurie, John Cleese, Eric Idle, Graham Chapman, Simon Russell Beale, Tilda Swinson, Thandie Newton, Rachel Weisz, Sacha Baron Cohen, Tom Hiddleston, Eddie Redmayne, Jamie Bamber, Lily Cole, David Mitchell, Mike Newel, Sam Mendes, Stephen Frears, Paul Greengrass, Chris Weitz, và John Madden.

### Thể thao
Những cựu sinh viên Cambridge đã giành được ít nhất 50 huy chương Thế vận hội. Deng Yaping sáu lần vô địch bóng bàn, vận động viên nước rút Harold Abrahams, và George Mallory nhà leo núi lừng danh.

### Chính trị
Cambridge được xem là một ngôi trường danh giá một phần do đó là nơi xuất thân của nhiều chính trị gia tiếng tăm:
- 15 Thủ tướng Anh Quốc, trong đó có Robert Walpole, chính trị gia được xem là thủ tướng đầu tiên của Vương quốc Anh và Bắc Ireland.
- Có ít nhất 23 nguyên thủ như Toàn quyền Barbados, Thủ tướng các nước Ấn Độ, Singapore, và Jordan.
- Có ít nhất 9 quân vương, Thái tử Charles, và nhiều nhân vật hoàng gia khác.
- Có ba người ký tên trong bản Tuyên ngôn Độc lập Hoa Kỳ.
- Oliver Cromwell, nhà cách mạng cai trị nước Anh từ năm 1653 – 1658.

## Cambridge trong văn học nghệ thuật
Suốt chiều dài lịch sử của mình, Viện Đại học Cambridge xuất hiện nhiều lần trong các tác phẩm văn chương, hội họa của nhiều tác giả:

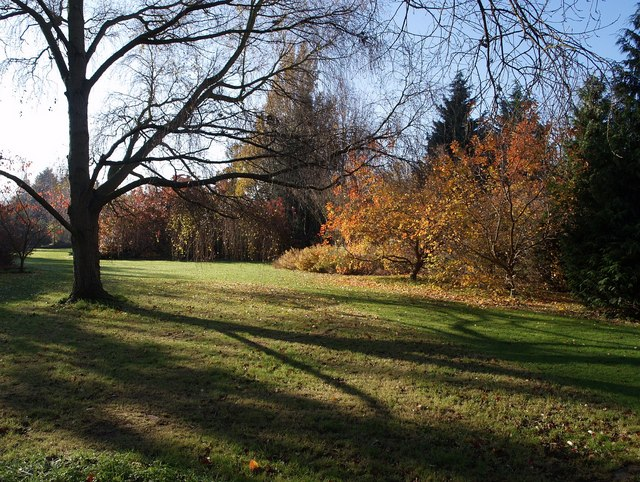
Mùa thu trong Vườn Bách thảo, Viện Đại học Cambridge

- Trong The Canterbury Tales của Geoffrey Chaucer.
- Trong Gulliver’s Travel (1726) của Jonathan Swift, nhân vật Lemuel Gulliver tốt nghiệp Emmanuel College.
- Trong The Prelude (1805) của William Wordsworth.
- Trong Pride and Prejudice (1813) của Jane Austen, cả Mr Darcy và Mr Wickham đều tốt nghiệp từ Cambridge.
- Trong A Tale of Two Cities (1859) của Charles Dickens.
- Trong Middlemarch (1872) của George Eliot.
- Trong She: A History of Adventure (1886) của H. Rider Haggard, câu chuyện của Horace Holly, một giáo sư Cambridge, về một chuyến đi ở giữa những bộ lạc tại châu Phi.
- Trong chuỗi truyện ngắn Sherlock Holmes (1887 – 1927) của Arthur Conan Doyle.
- Mrs. Warren’s Profession (1884) của George Bernard Shaw.
- Trong Women in Love (1920) của D. H. Lawrence.
- Trong Jacob’s Room (1922) của Virginia Woolf.
- Trong The Case of the Missing Will (1924) của Agatha Christie.
- Trong The Citadel (1937) của A. J. Cronin.
- Out of the Silent Planet (1938) của C. S. Lewis.
- Trong The Facts of Life (1939) của W. Somerset Maugham.
- Trong Tinker, Tailor, Soldier, Spy (1974) của John le Carré.
- Chariot of Fired (1981, phim) của Huge Hudson.
- Trong The Sense of an Ending (2011) của Julian Barnes.

## Các thành viên nổi tiếng
| - Charles Babbage (Trinity, Peterhouse) - Sir Francis Bacon (Trinity) - Sir William Lawrence Bragg (Trinity) - Lord Byron (Trinity) - James Chadwick (Gonville & Caius) - Thái tử Charles (Trinity) - Samuel Taylor Coleridge (Jesus) - Francis Crick (Gonville & Caius) - Oliver Cromwell (Sidney Sussex) - Charles Darwin (Christ’s) - Paul Dirac (St John’s) - Desiderius Erasmus (Queens’) - William Harvey (Gonville & Caius) - Stephen Hawking (Trinity Hall, Gonville & Caius) - Ted Hughes (Pembroke) - Lord Kelvin (Peterhouse) - John Maynard Keynes (King’s) - Kim Dae-Jung (Clare Hall) - C. S. Lewis (Magdalene) - Christopher Marlowe (Corpus Christi) - James Clerk Maxwell (Peterhouse, Trinity) - John Milton (Christ’s) - Vladimir Nabokov (Trinity) - Jawaharlal Nehru (Trinity) - Isaac Newton (Trinity) - William Pitt Trẻ (Pembroke) - Sylvia Plath (Newnham) - Bertrand Russell (Trinity) - Ernest Rutherford (Trinity) - Fred Sanger (St John’s) - Manmohan Singh (St. John’s) - Alfred, Lord Tennyson (Trinity) - J. J. Thomson (Trinity) - Emma Thompson (Newnham) - Alan Turing (King’s) - James D. Watson (Clare) - William Wilberforce (St John’s) - Maurice Wilkins (St John’s) - Ludwig Wittgenstein (Trinity) - William Wordsworth (St John’s) - Ghil'ad Zuckermann (Churchill) - Lý Quang Diệu (Fitzwilliam) |

## Các trường đại học trực thuộc
Viện đại học được chia thành các trường đại học trực thuộc. Cambridge có 31 trường đại học:
| - Đại học Christ (1505) - Đại học Churchill (1960) - Đại học Clare (1326) - Đại sảnh Clare (1965) † - Đại học Corpus Christi (1352) - Đại học Darwin (1964) † - Đại học Downing (1800) - Đại học Emmanuel (1584) - Đại học Fitzwilliam (1966) - Đại học Girton (1869) - Đại học Gonville và Caius (1348) - Đại học Homerton (1976) - Đại sảnh Hughes, Cambridge (1885) ‡ - Đại học Jesus (1496) - Đại học Nhà vua (1441) | - Đại học Lucy Cavendish (1965) - Đại học Magdalene (1428) - Đại học Murray Edwards (1954) * - Đại học Newnham (1871) * - Đại học Pembroke (1347) - Peterhouse (1284) - Đại học Nữ vương (1448) - Đại học Robinson (1979) - Đại học St Catharine (1473) - Đại học St Edmund (1896) ‡ - Đại học St John (1511) - Đại học Selwyn (1882) - Sidney Sussex College (1596) - Đại học Trinity (1546) - Đại sảnh Trinity (1350) - Đại học Wolfson (1965) ‡ |  |

| * Chỉ dành cho nữ giới | † Chỉ dành cho sinh viên sau đại học | ‡ Chỉ dành cho sinh viên hơn 21 tuổi |

## Hình ảnh

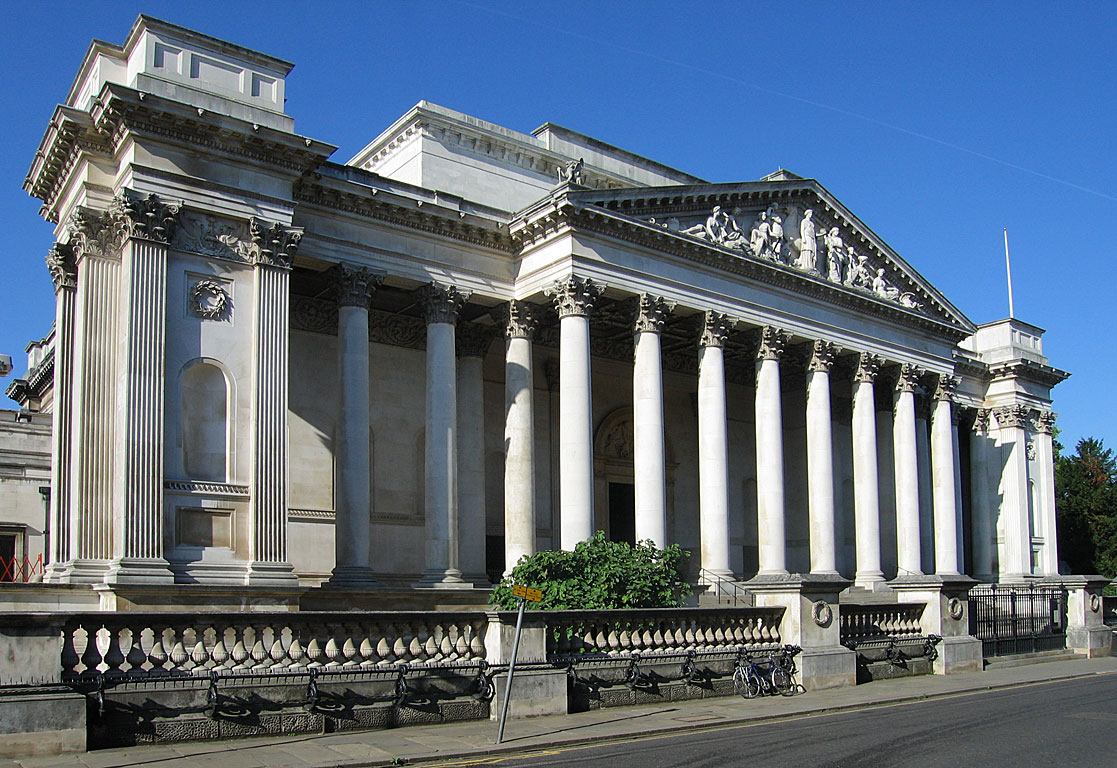
Bảo tàng Fitzwilliam
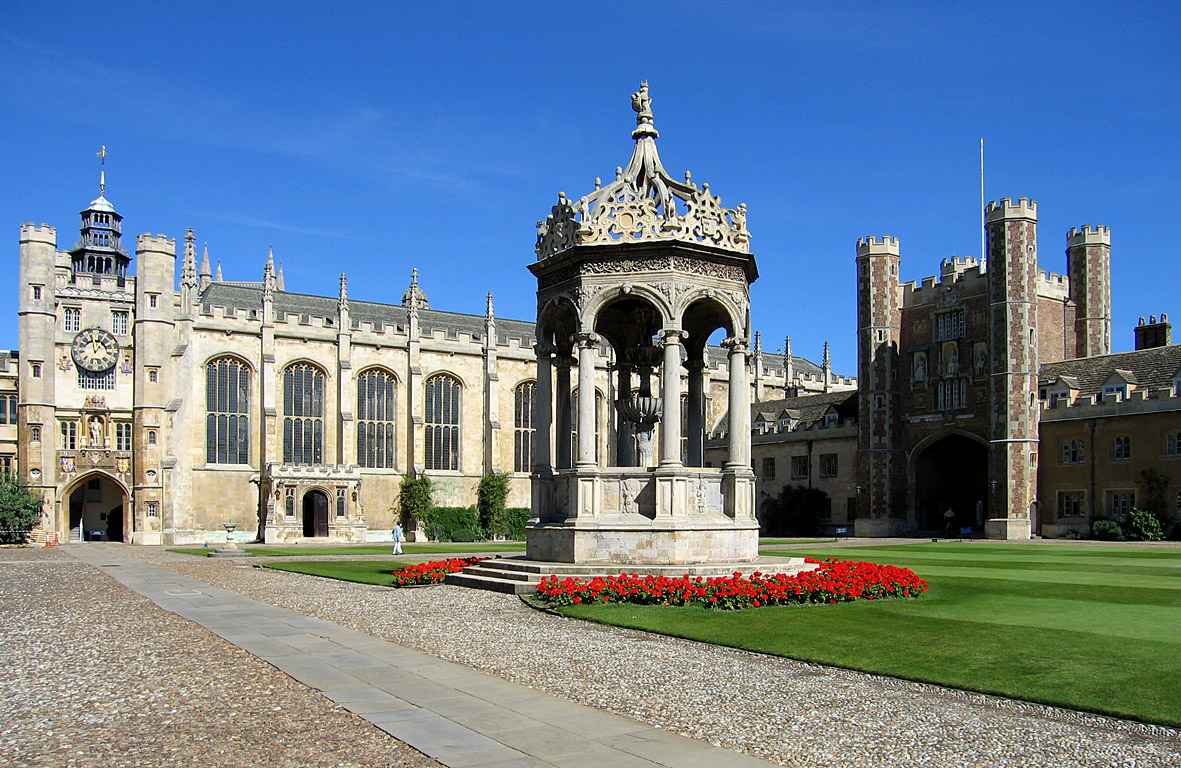
Đại sảnh Trinity College
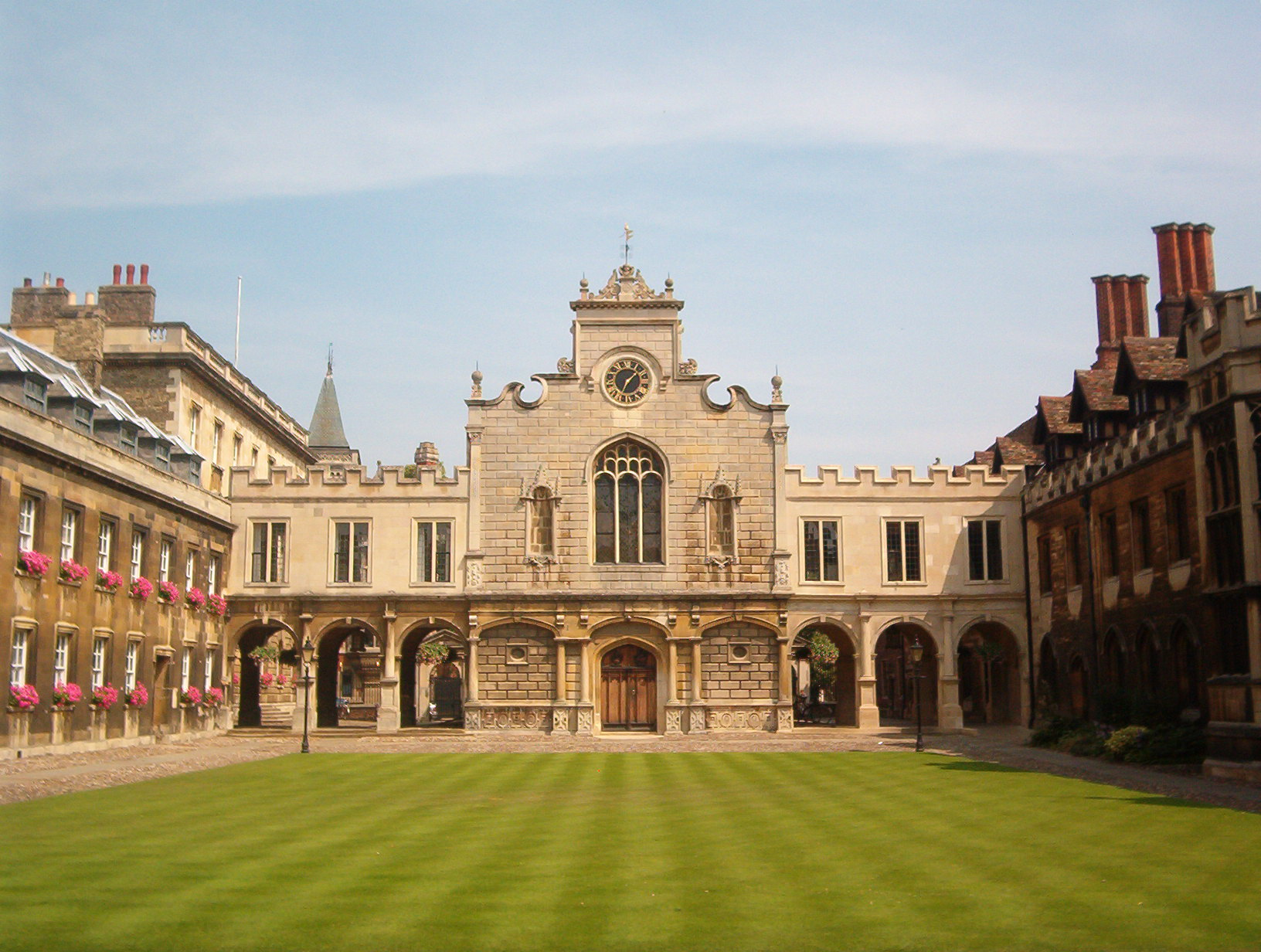
Peterhouse Old Courts
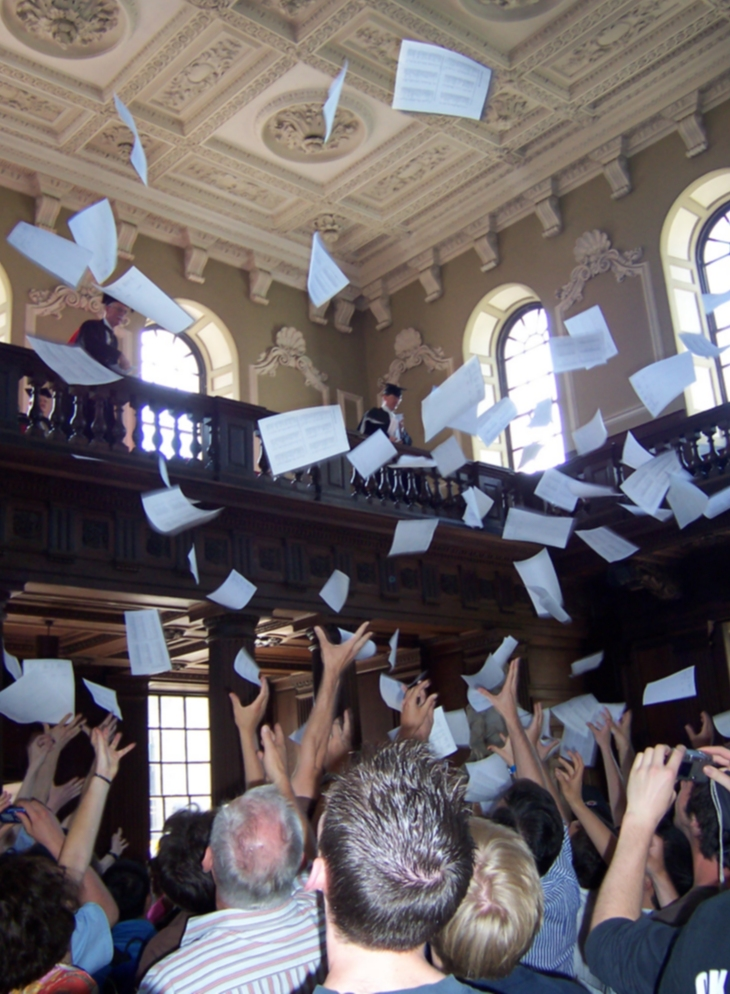
Nhận kết quả kỳ thi Tripos môn Toán
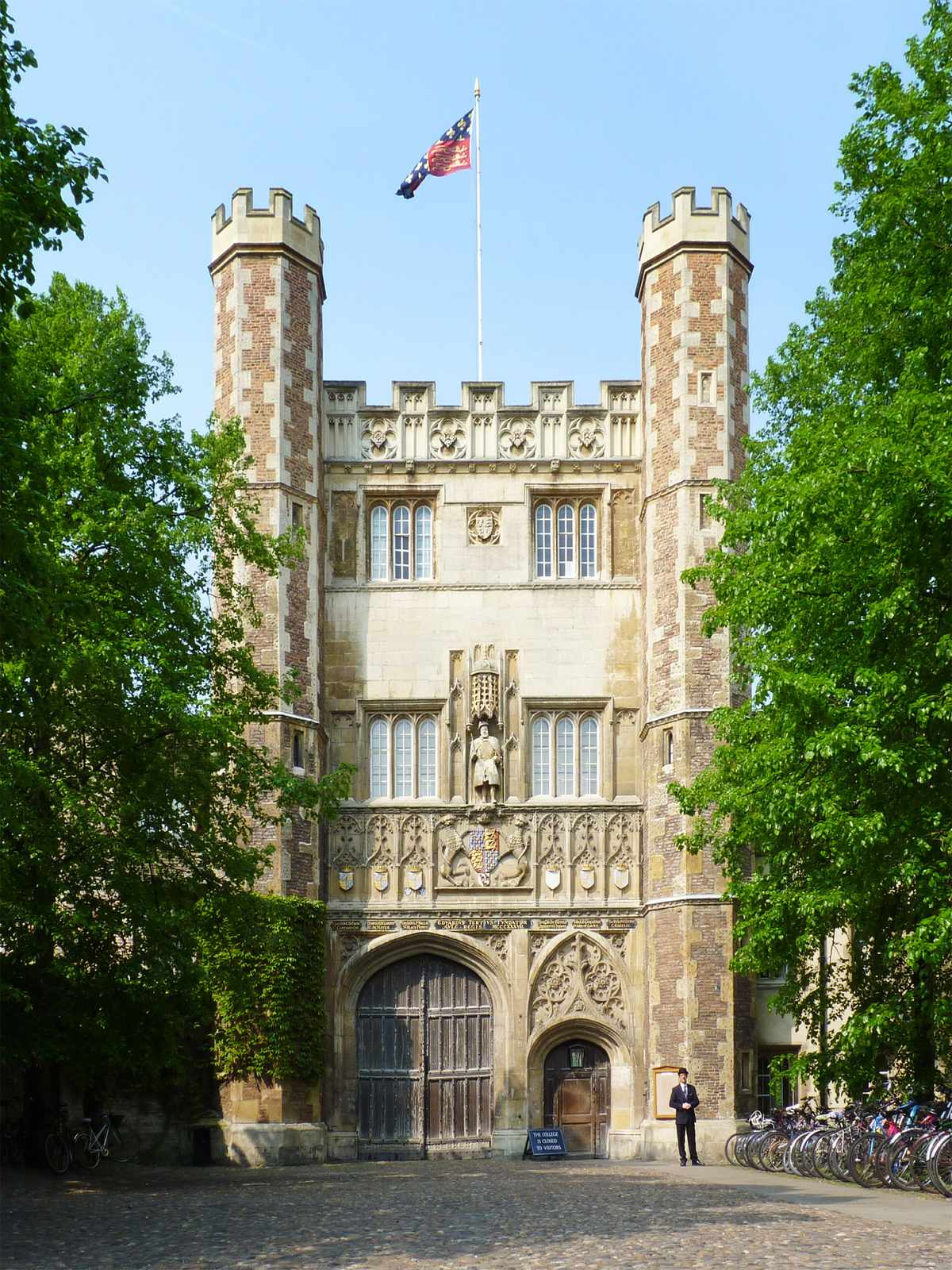
Cổng lớn Trinity College
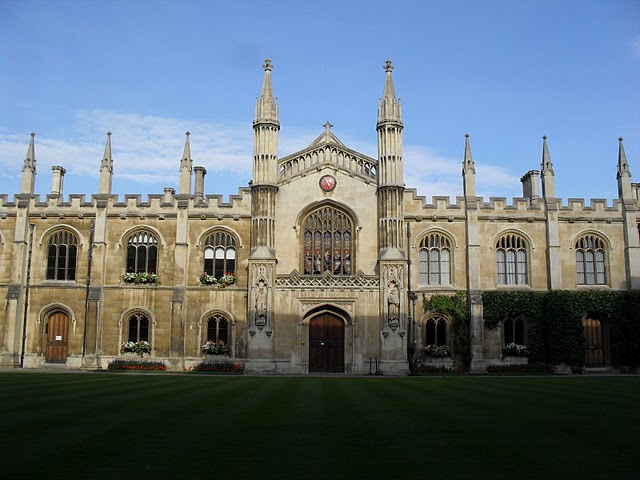
Nhà nguyện Corpus Christi College
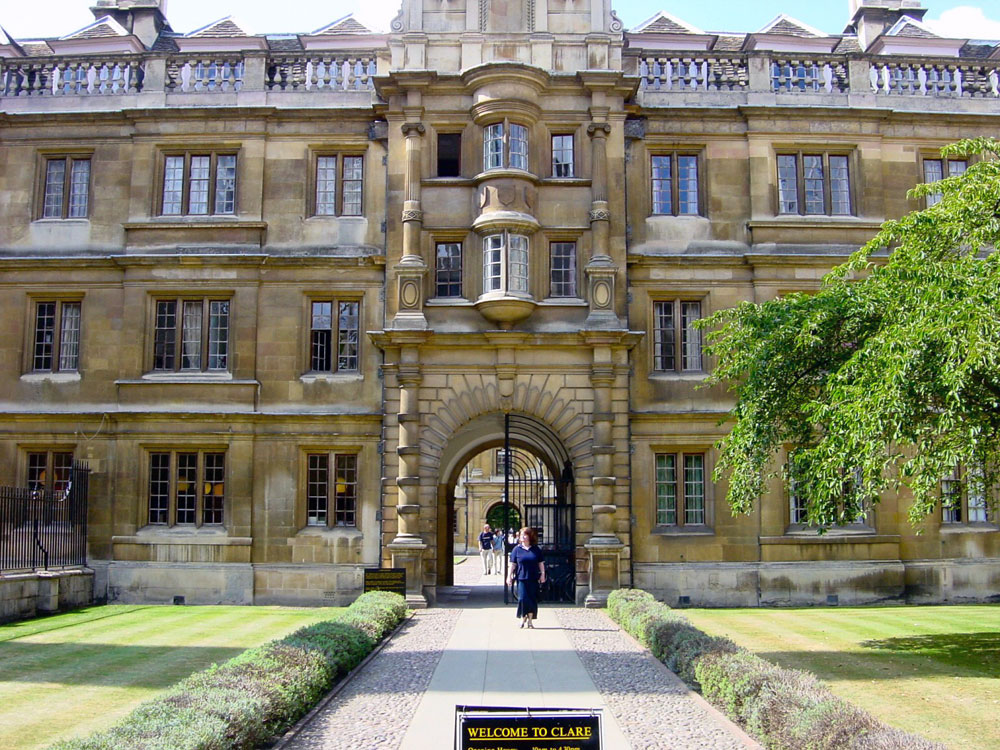
Clare College Old Court
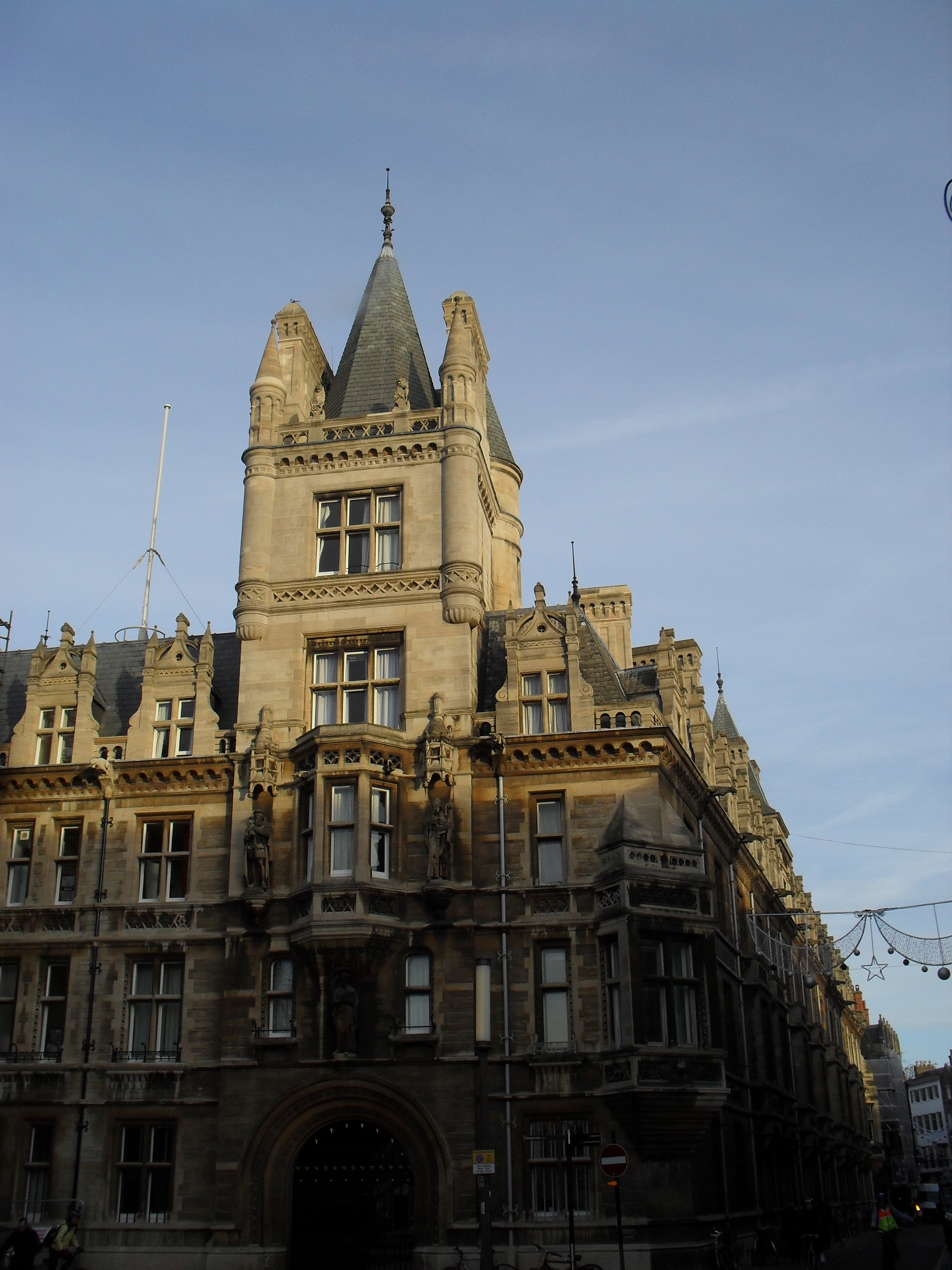
Gonville and Caius College
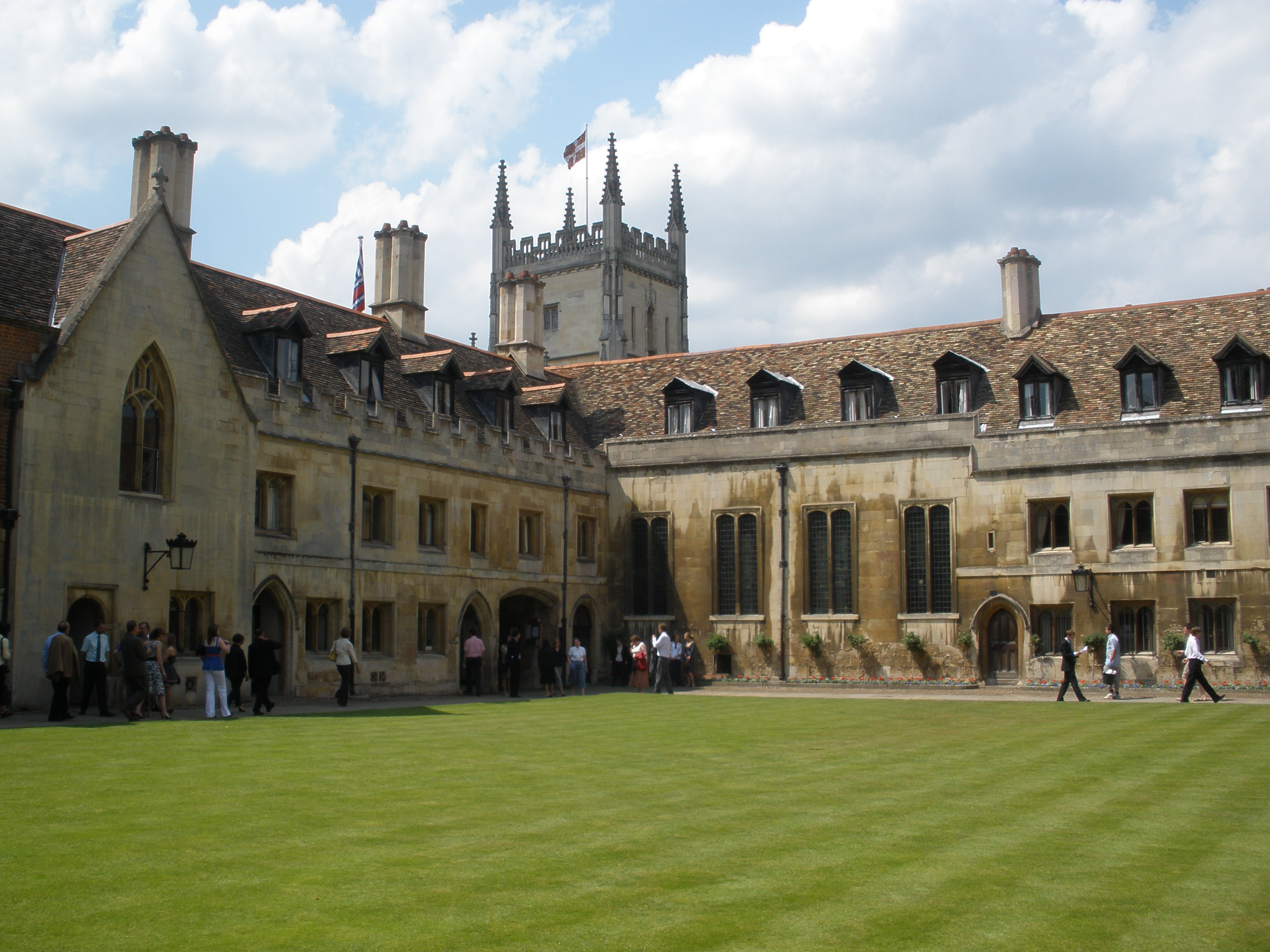
Pembroke College
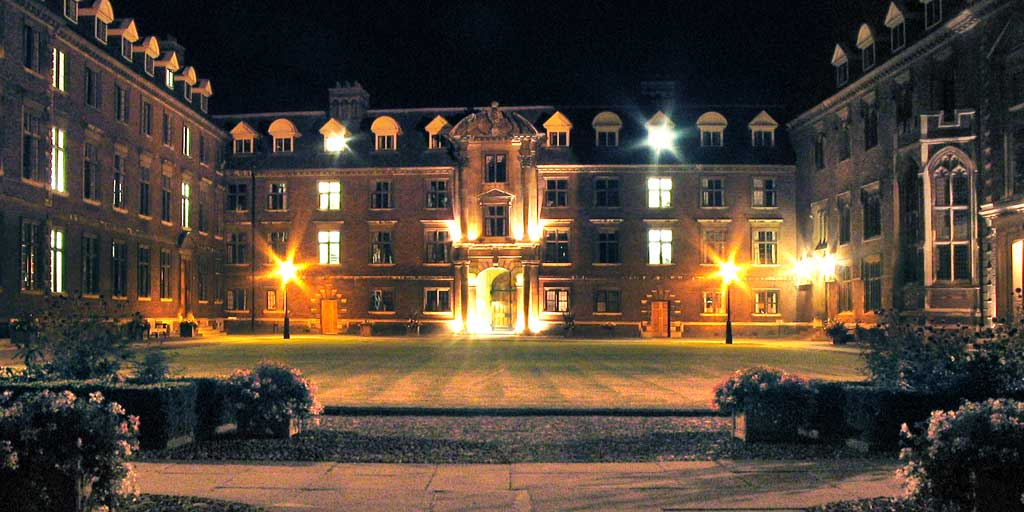
St Catharine's College
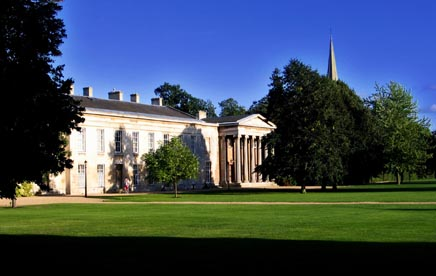
Downing College East Range
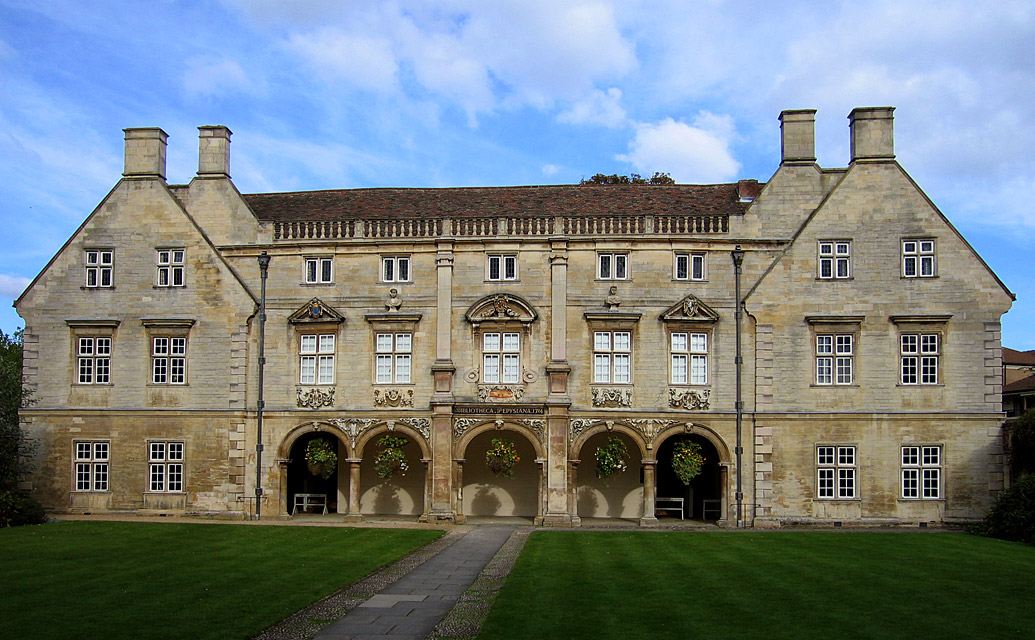
Thư viện Pepys, Magdalene College
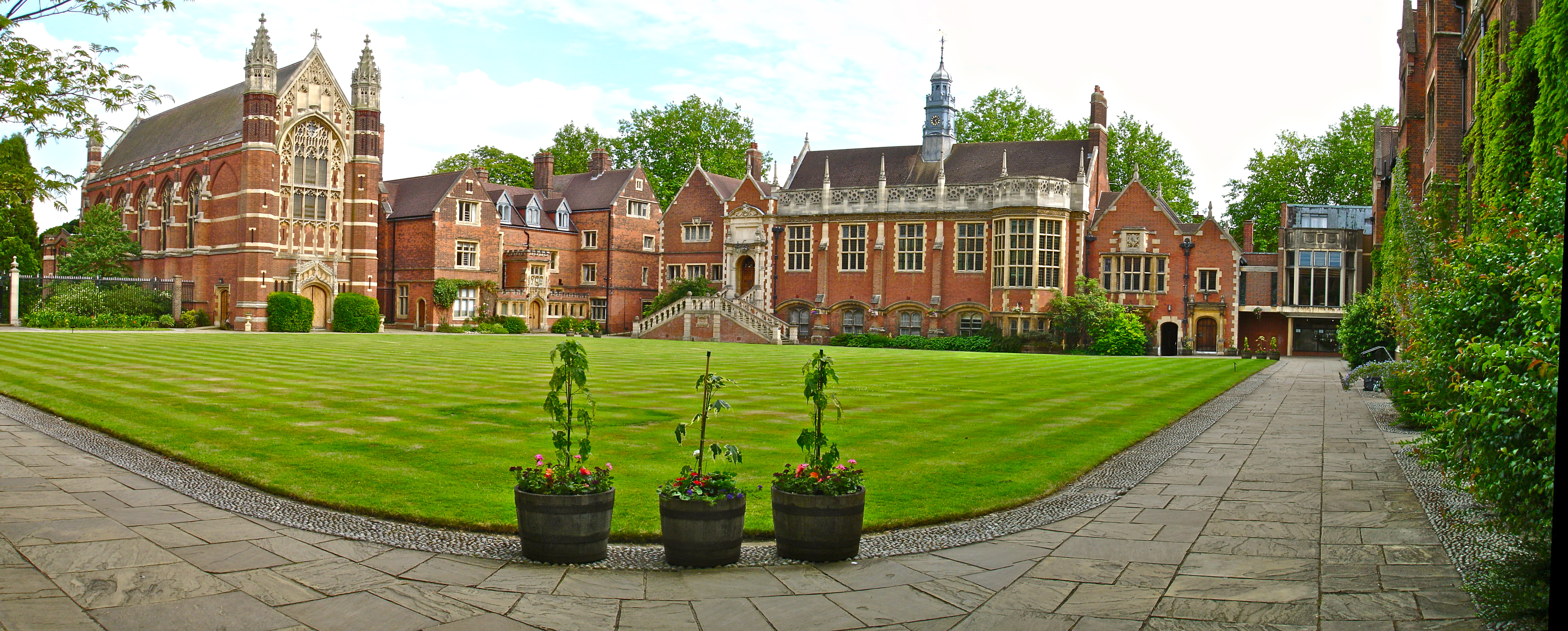
Selwyn College
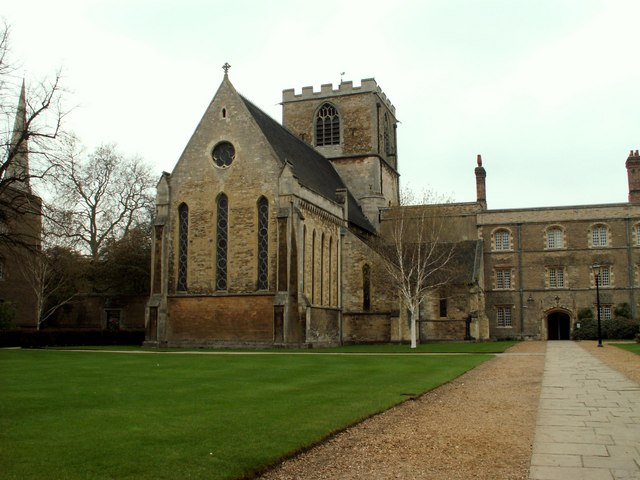
Nhà nguyện Jesus College
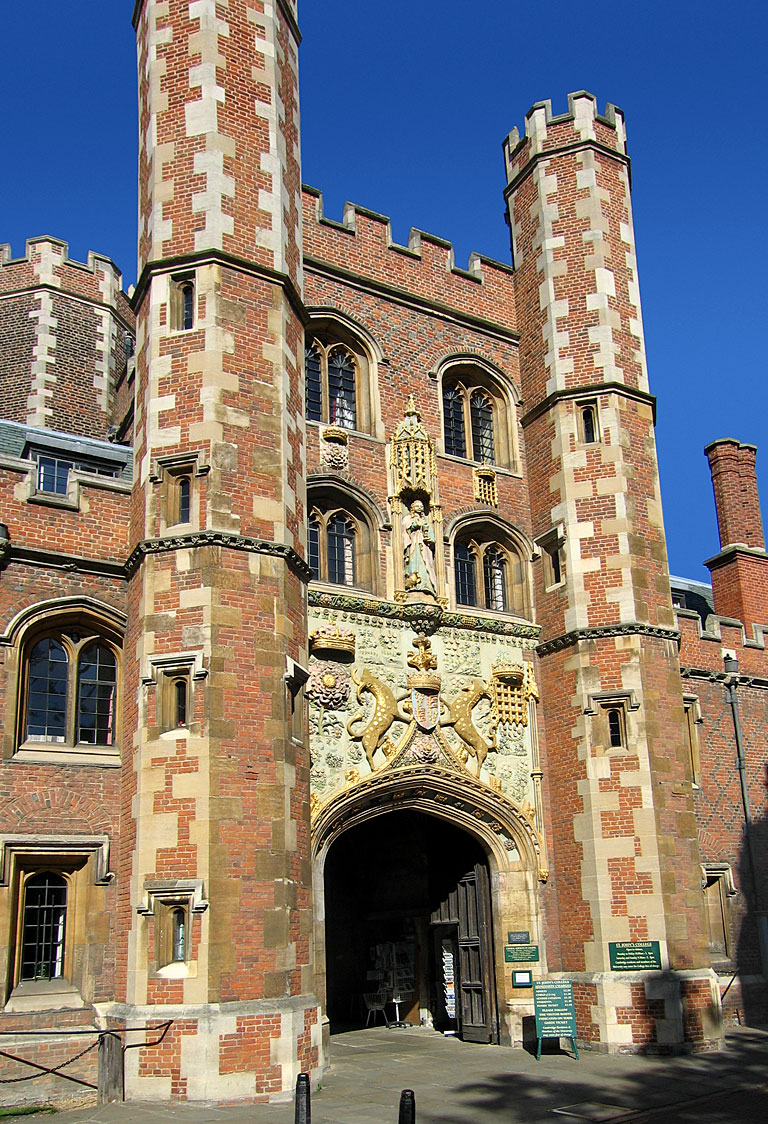
Cổng lớn St John's College
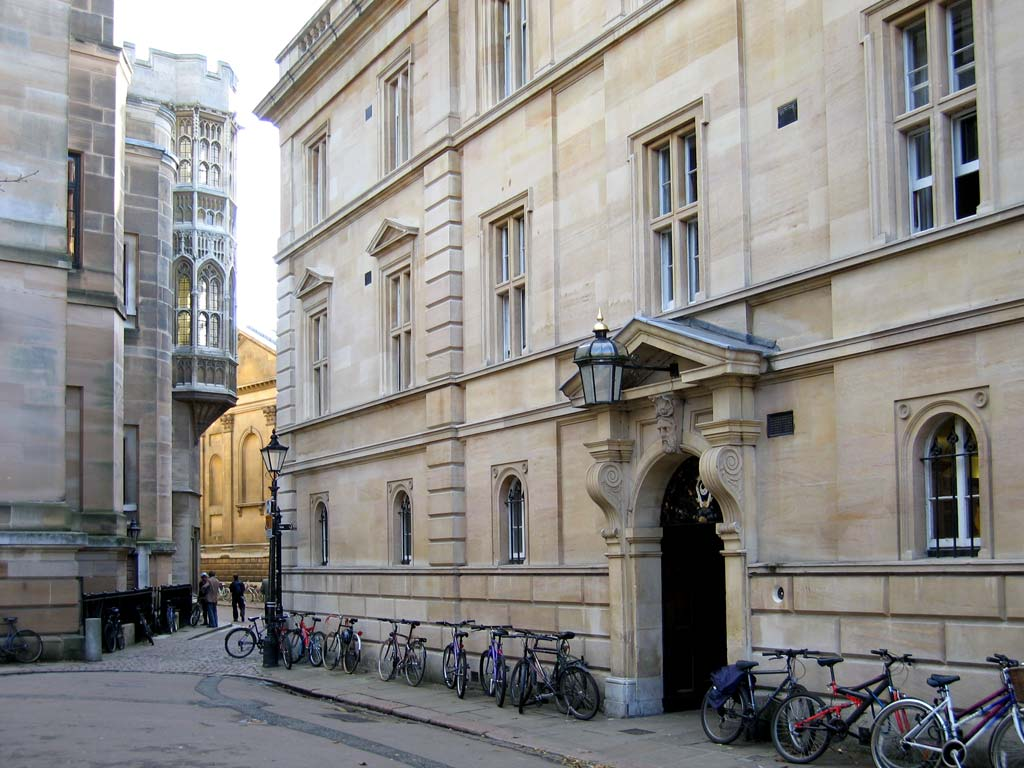
Trinity Hall
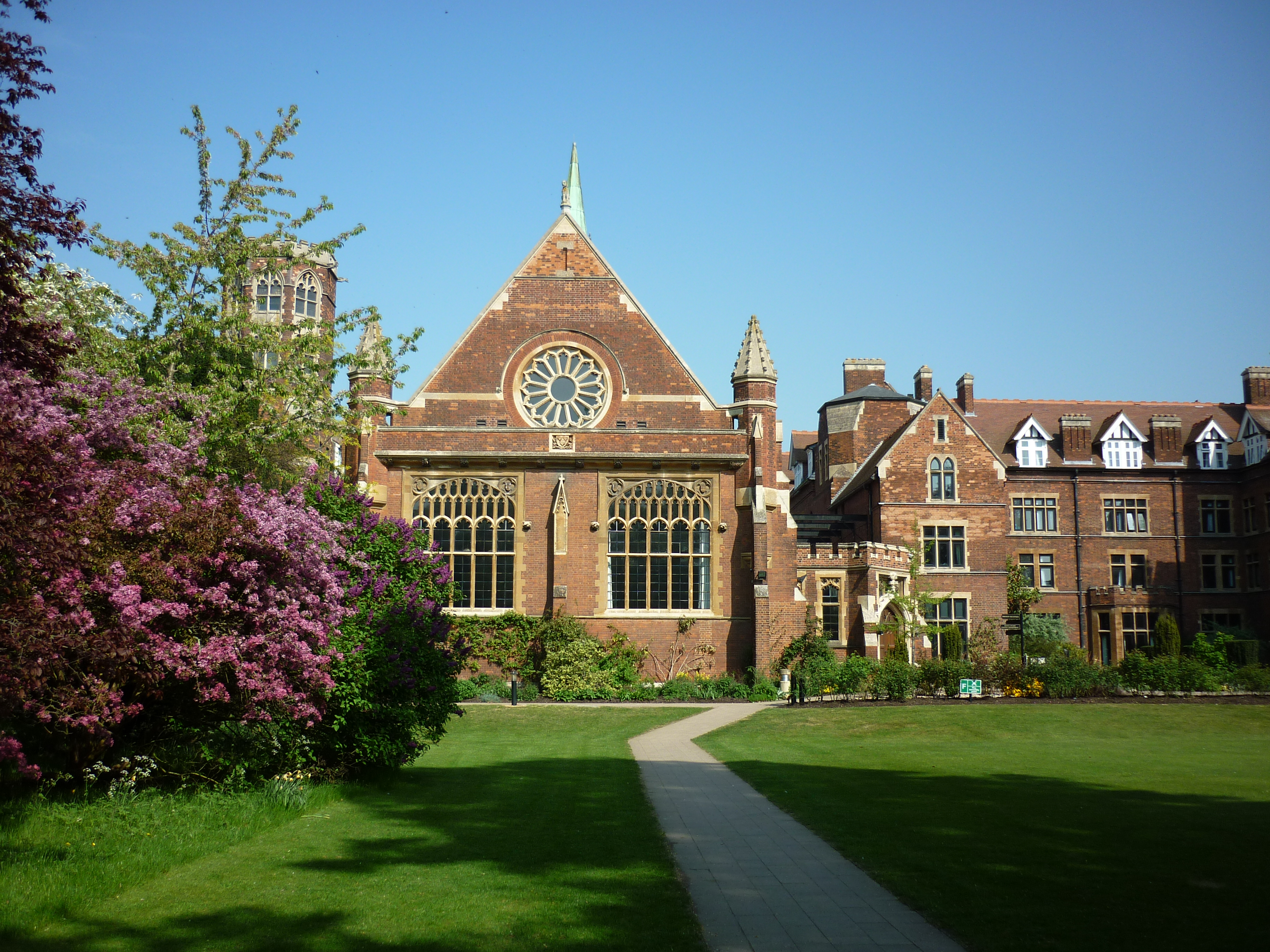
Tòa nhà Cavendish, Homerton College
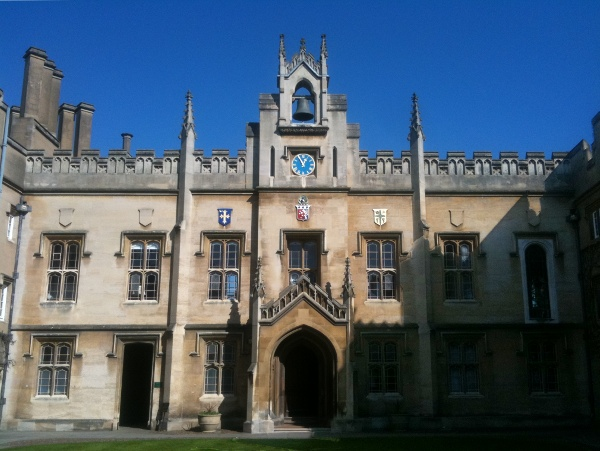
Nhà nguyện Sidney Sussex College